# Cathédrale Saint-Caprais d'Agen
La cathédrale Saint-Caprais d'Agen est une cathédrale catholique française, situé à Agen dans le département de Lot-et-Garonne. Édifiée au XIIe siècle, elle est le siège du diocèse d'Agen.
La cathédrale Saint-Caprais a été classée monument historique en 1862. Située sur une route de pèlerinage vers Saint-Jacques-de-Compostelle, elle est inscrite au patrimoine mondial de l'UNESCO au titre des « chemins de Saint-Jacques-de-Compostelle en France ».
La cathédrale fait partie de la paroisse Sainte-Foy, qui regroupe aussi les églises Sainte-Foy, Saint-Hilaire, Notre-Dame-du-Bourg, Saint-Phébade, Saint-Pierre-de-Gaillard, Saint-Paul, Sacré-Cœur, Notre-Dame-de-la-Paix, et Saint-Jacques. Cette paroisse est confiée à la communauté Saint-Martin depuis 2020,.

## Historique

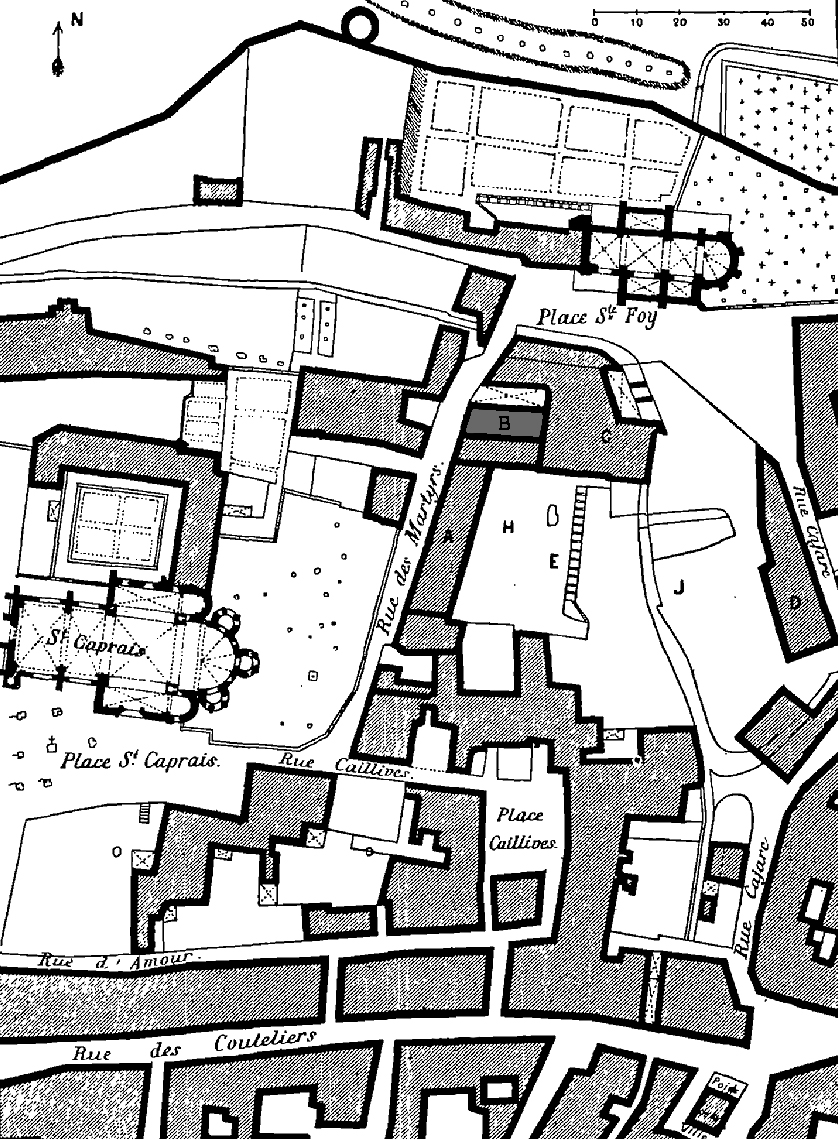
D'après le plan du baron Lomet à la fin du XVIIIe siècle. L'emplacement de l'hôpital du Martyre est indiqué par des lettres, entre l'église Sainte-Foy et la collégiale Saint-Caprais. La chapelle du Matrou en gris (B).
Philippe Lauzun. Revue de l'Agenais (1892).

Saint Caprais a été martyrisé à Agen, peu après sainte Foy, en 303. Ils auraient été enterrés à l'emplacement de l'église du Martrou.
La tradition veut qu'une église en hommage à saint Caprais ait été construite au début du Ve siècle par l'évêque saint Dulcide qui y aurait transporté les reliques des martyrs. Une basilique dédiée à saint Caprais existait sûrement en 580 car elle est citée à cette date par Grégoire de Tours : Didier, ayant rassemblé son armée, entre dans Périgueux après avoir chassé le général Renaud ; et, ayant exigé des habitants le serment de fidélité, il s'avance vers Agen. À la nouvelle de la défaite de son mari, l'épouse de Renaud, ne doutant pas que la ville ne fît sa soumission au roi Chilpéric, se réfugia dans la basilique de saint Caprais, martyr.
La cathédrale Saint-Caprais a été édifiée au XIIe siècle à l'emplacement d'une basilique épiscopale construite au VIe siècle, saccagée par les Normands en 853 puis restaurée. L'église Saint-Caprais est citée avec la cathédrale Saint-Étienne dans le testament de Raymond, seigneur de Toulouse, marquis de Gothie, comte de Rouergue, Gévaudan et Narbonne, mort en 961. Elle constituait initialement une collégiale.
Saccagée de nouveau en décembre 1561, pendant les guerres de Religion, la collégiale Saint-Caprais devint en 1791 un magasin à fourrage avant d'être rouverte en 1796 et de devenir la cathédrale officielle d'Agen, après la destruction de l'ancienne cathédrale Saint-Étienne à la Révolution. Elle fut élevée au rang de cathédrale en 1802.
À la demande de l'évêque d'Agen, Jean-Aimé de Levezou de Vezins, l'architecte Gustave Bourrières a reconstruit, de 1838 à 1847, la façade sud, le clocher et les sols intérieurs.

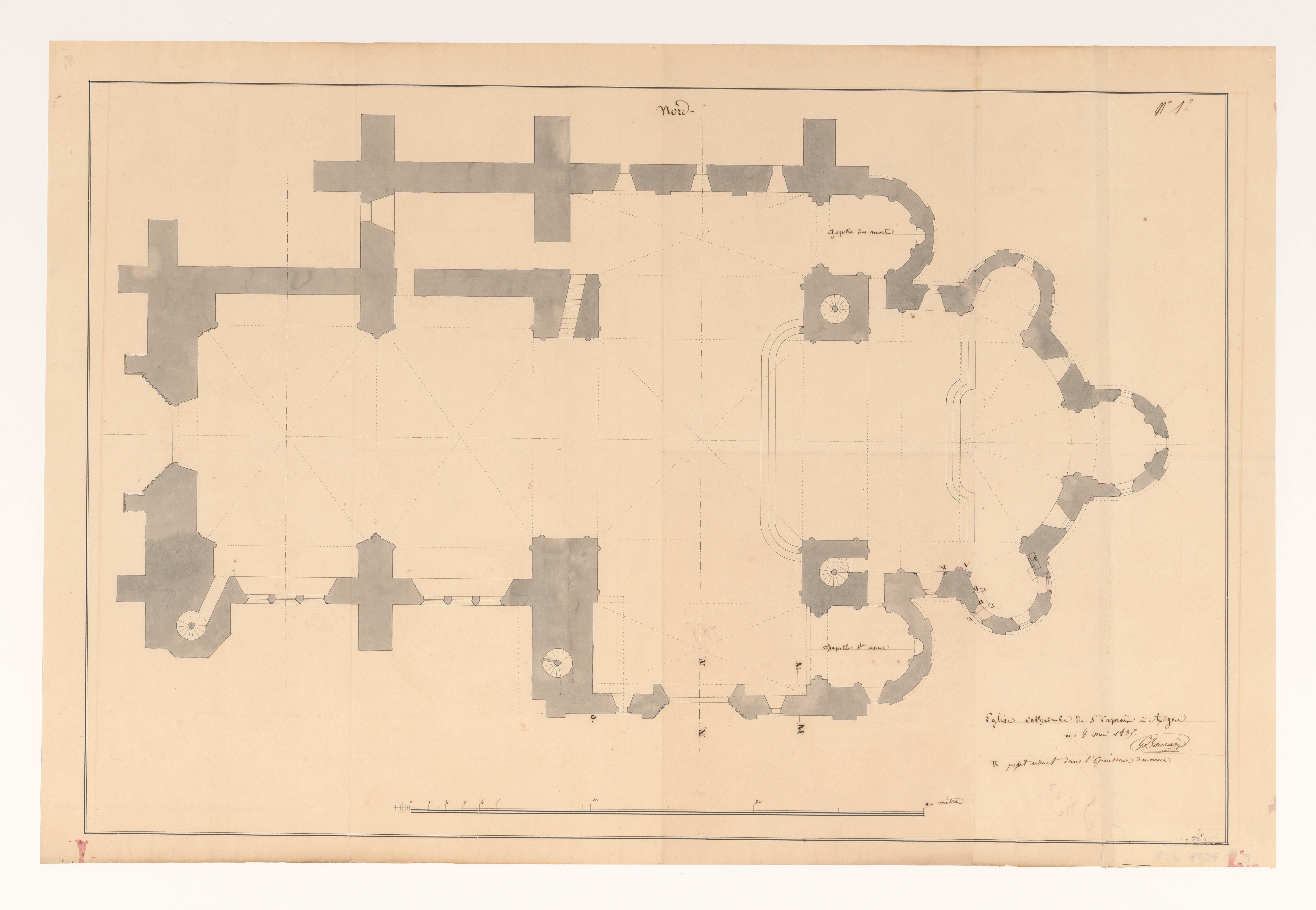
Plan de la cathédrale d'Agen, par G. Bourrière (1835).
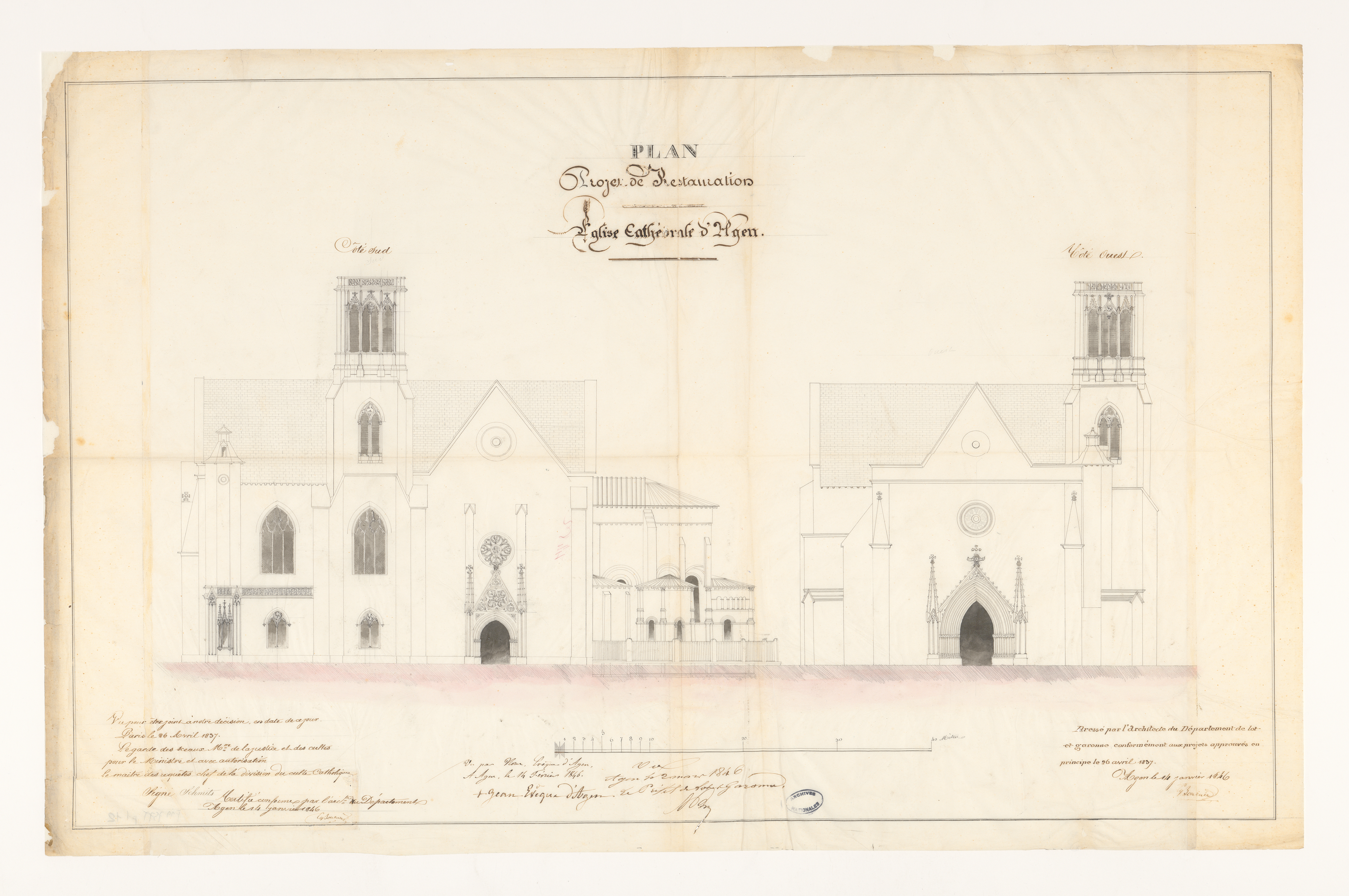
Projet de restauration : côté sud et côté ouest, par G. Bourrière (1846).
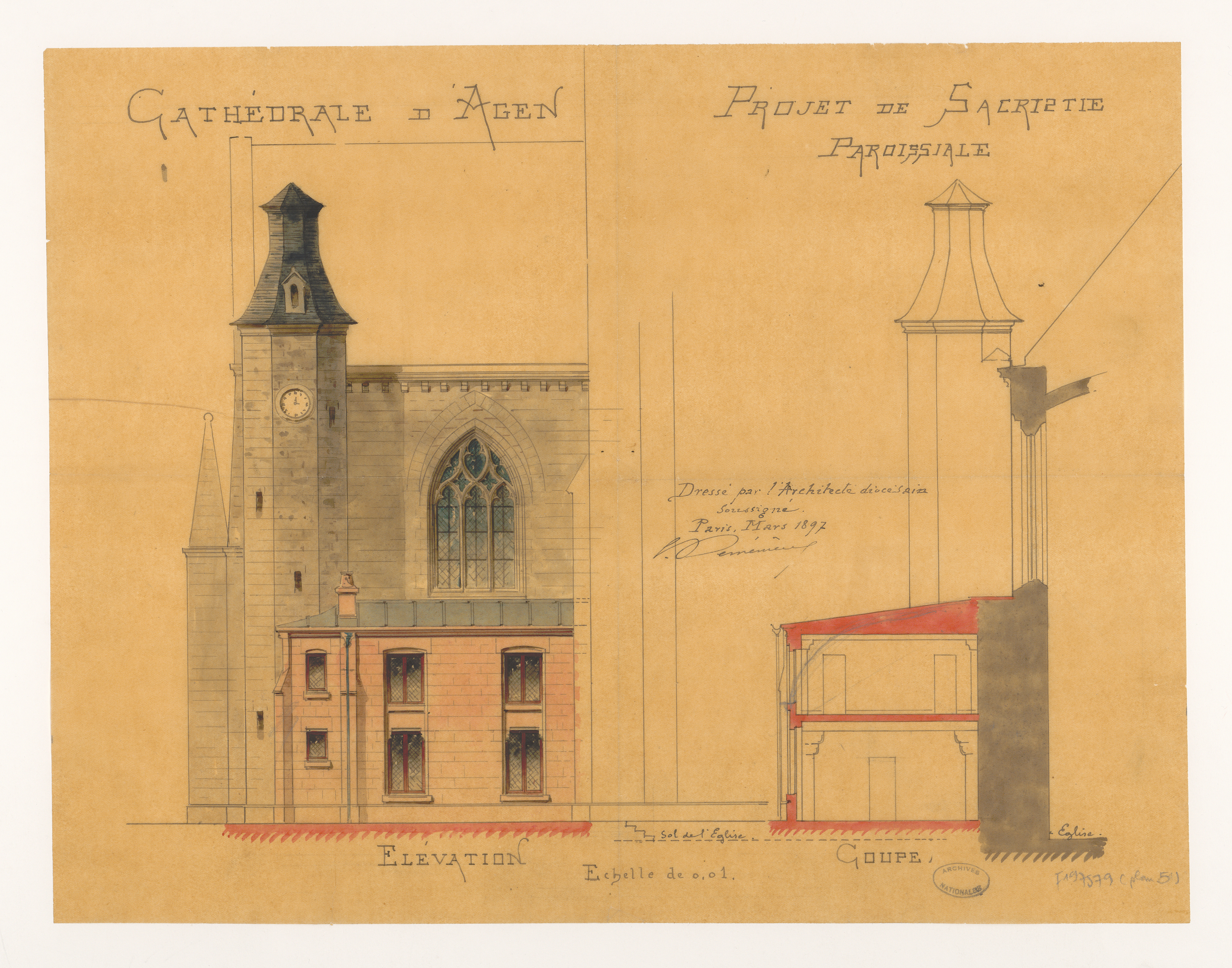
Projet de sacristie paroissiale, par P. É. Deménieux (1897).

## Architecture
La cathédrale Saint-Caprais d'Agen présente plusieurs particularités architecturales : son abside romane est prolongée par un vaisseau gothique à une seule nef. Remplaçant un ancien campanile en bois, le clocher actuel fut édifié en 1835 à l'initiative de l'évêque Jean-Aimé de Levezou de Vezins et présente la particularité d'être composé des trois éléments stylistiques gothiques (gothique à lancettes, gothique rayonnant, gothique flamboyant) curieusement présentés dans leur ordre chronologique inverse.
On voit encore, dans un angle du croisillon nord de la cathédrale d'Agen, un cul-de-lampe composé d'après ce principe, et qui, à lui seul, est un petit monument recevant deux grands formerets et un arc ogive d'une grande portée.

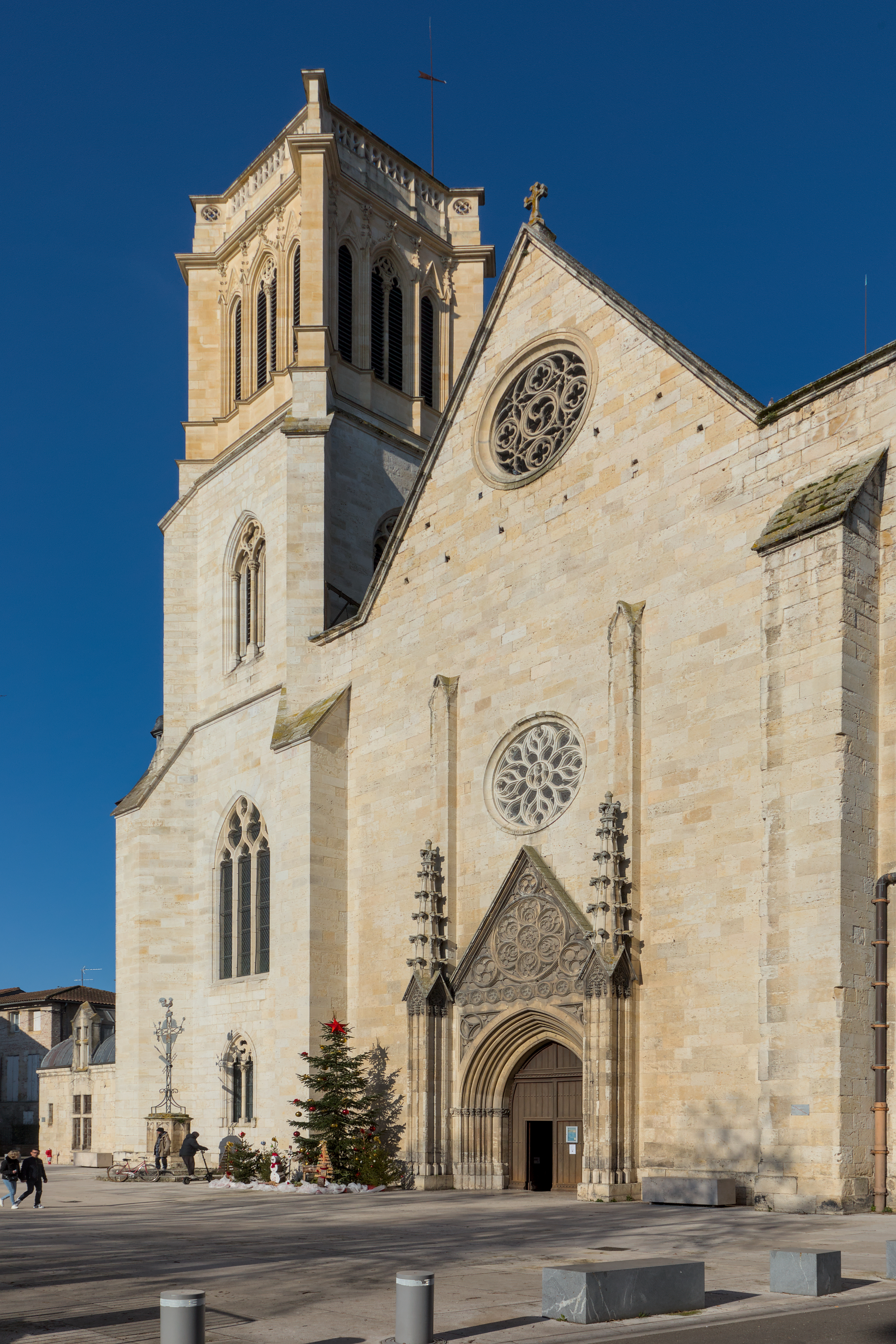
Façade sud, place du Maréchal-Foch.
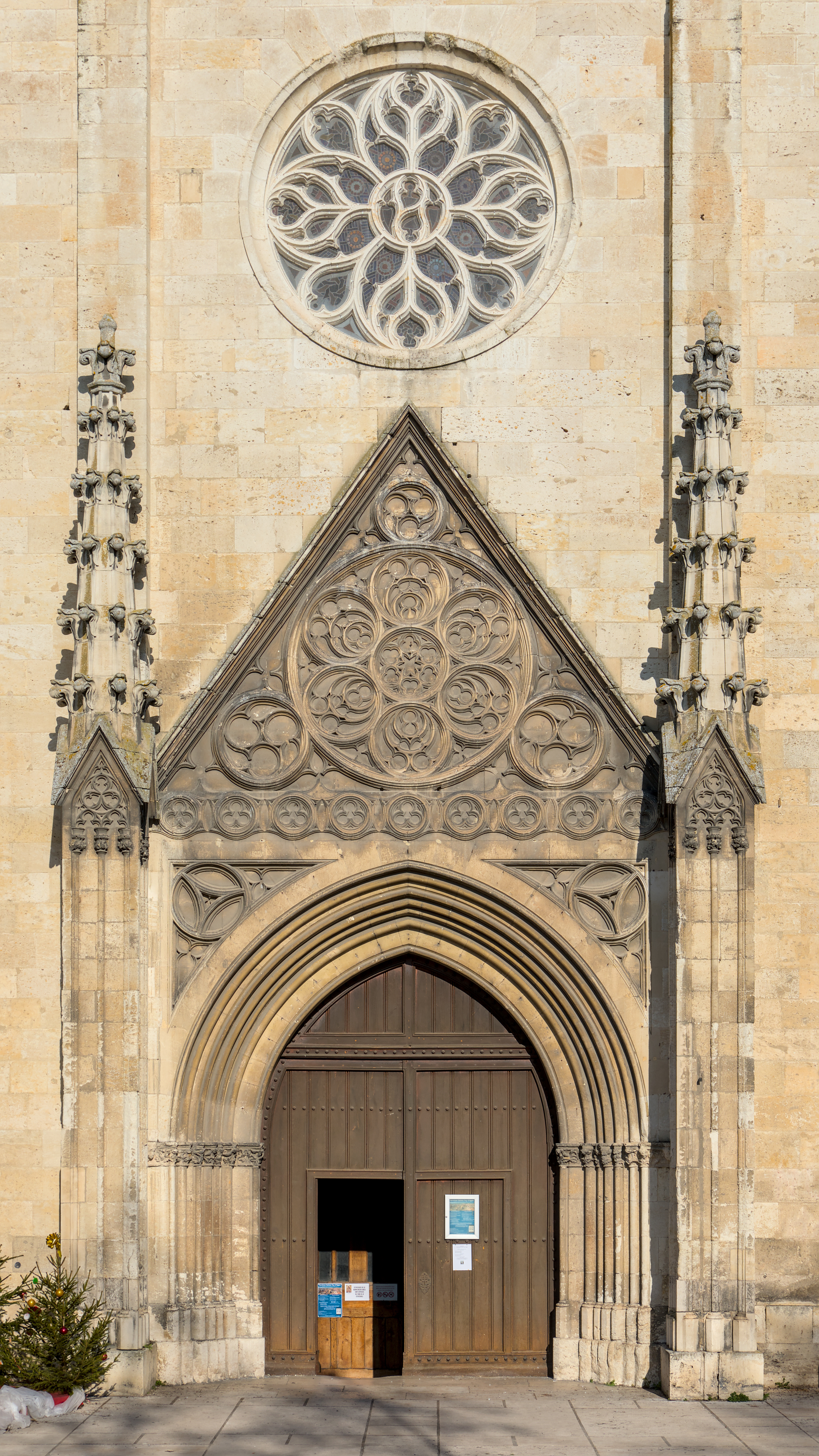
Entrée sud, place du Maréchal-Foch.
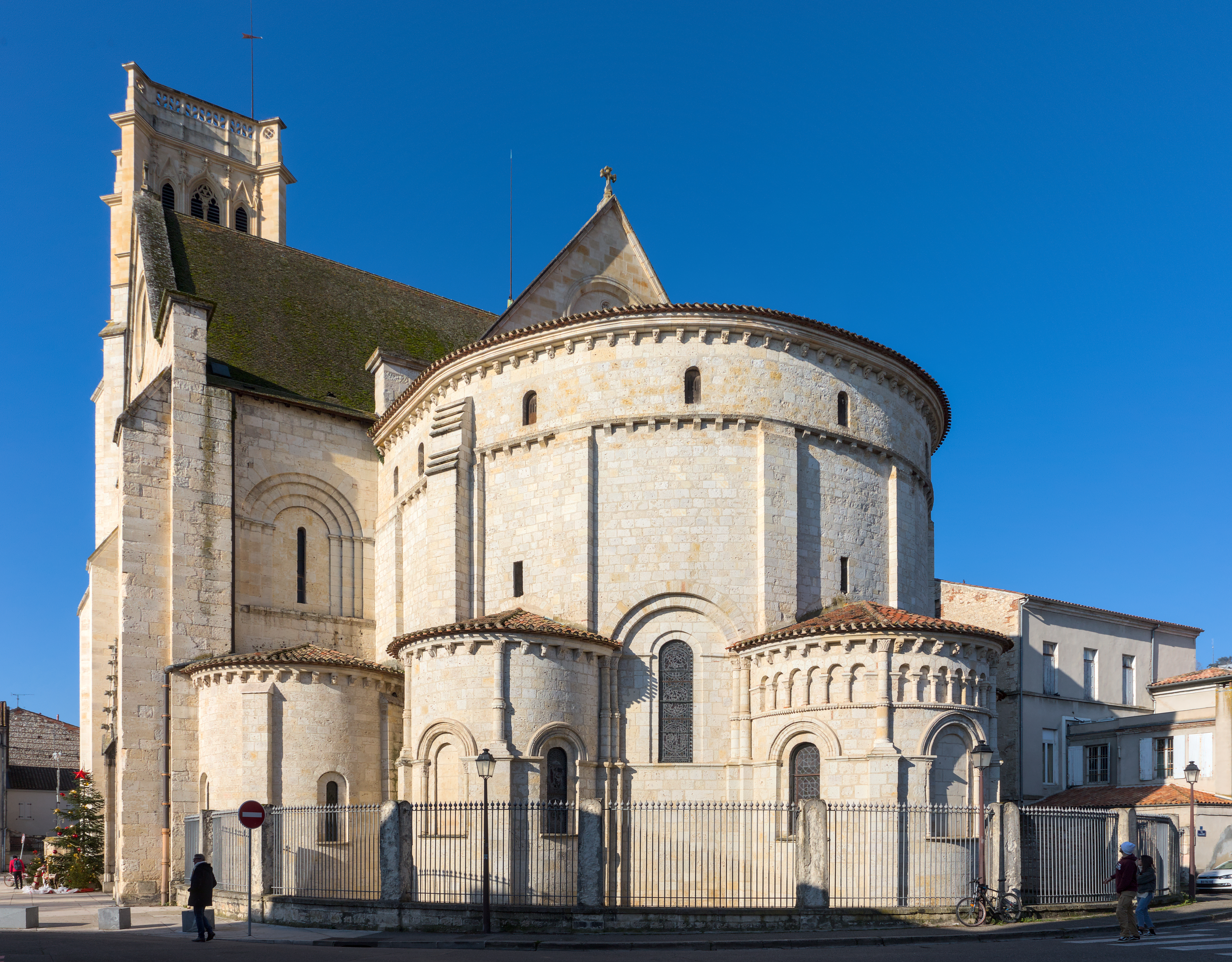
L'abside.
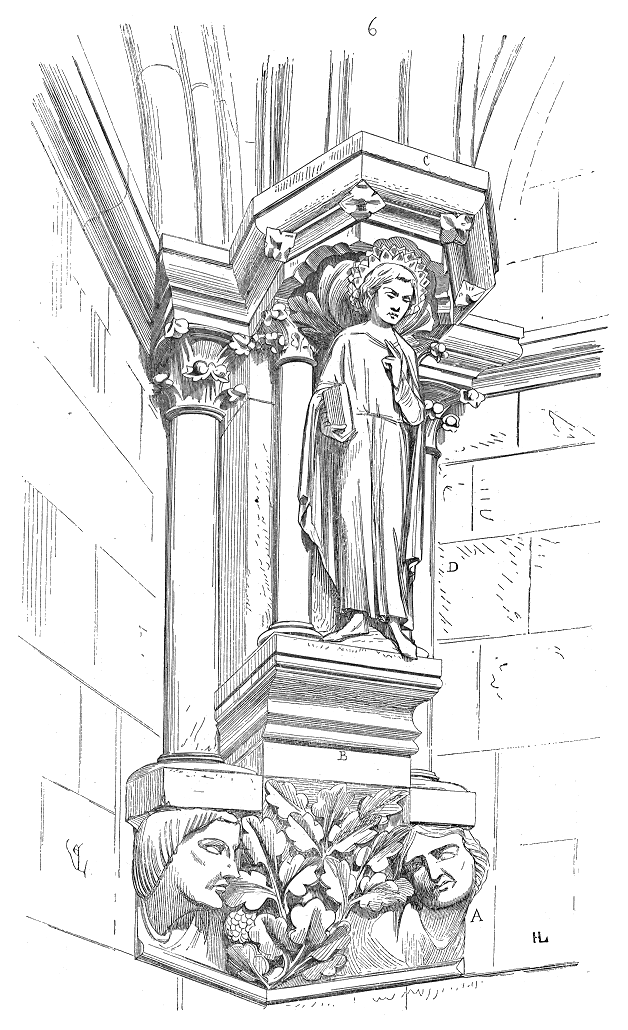
Cul-de-lampe.
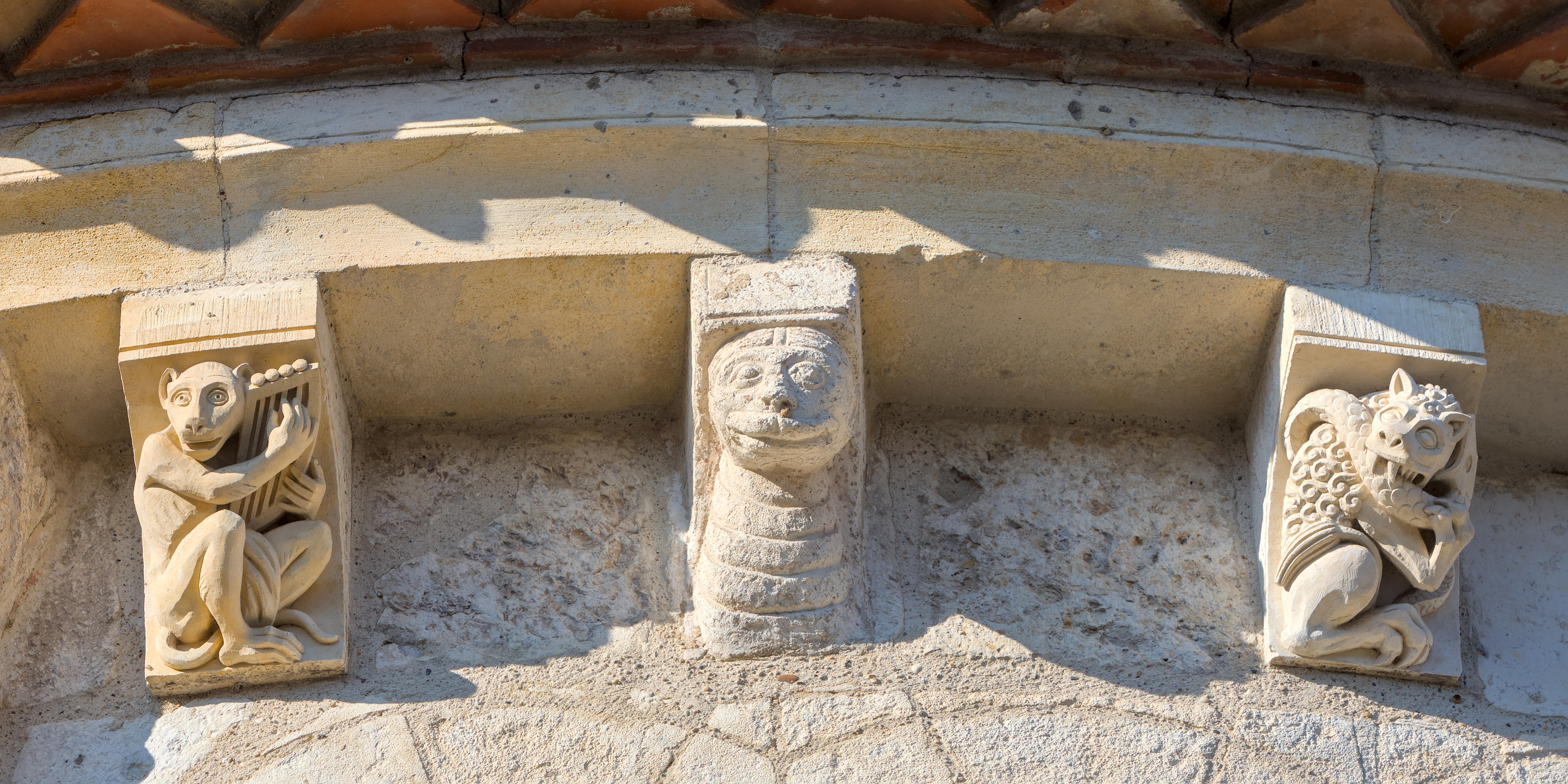
Modillons en façade.
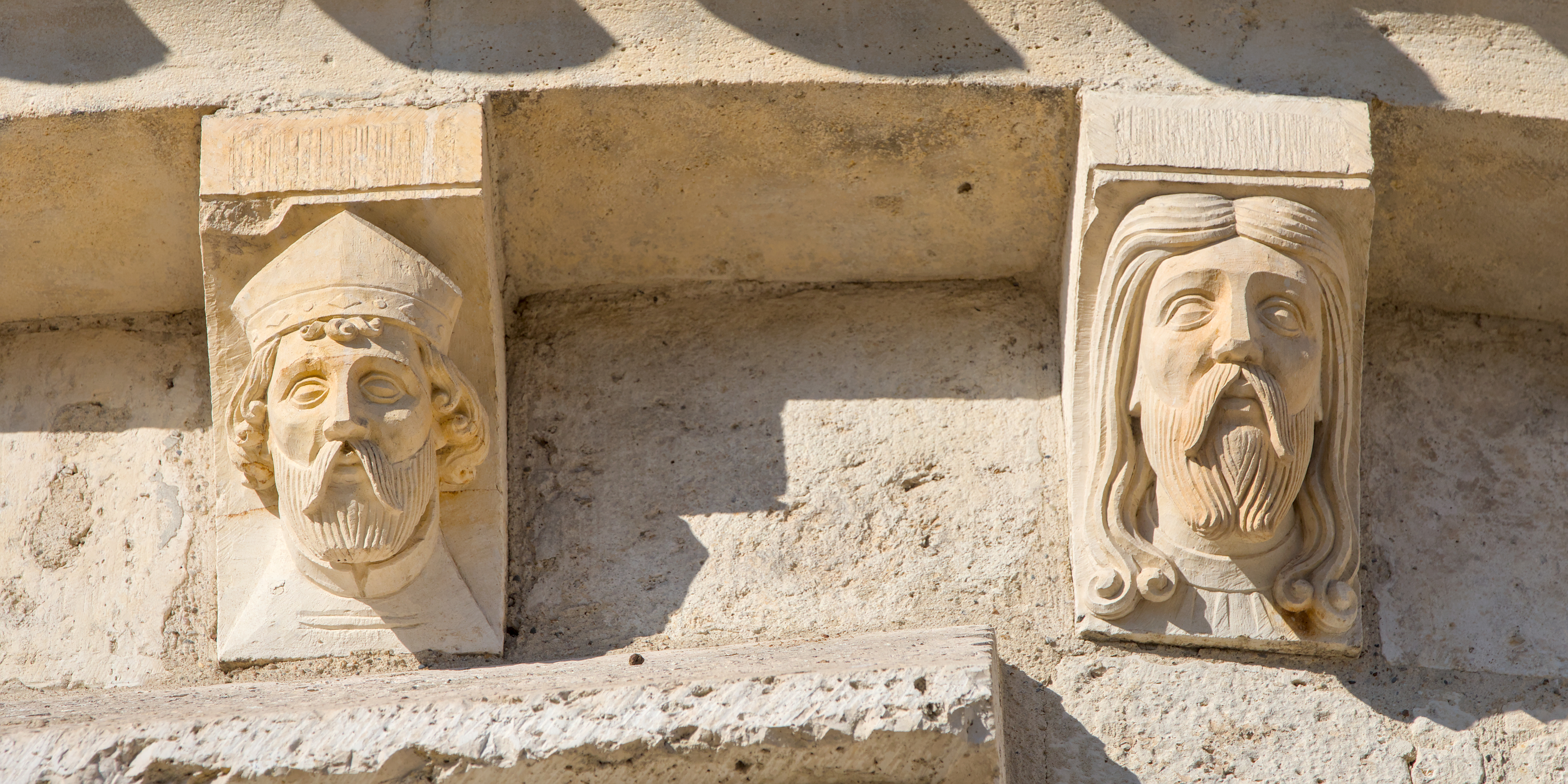
Modillons en façade.
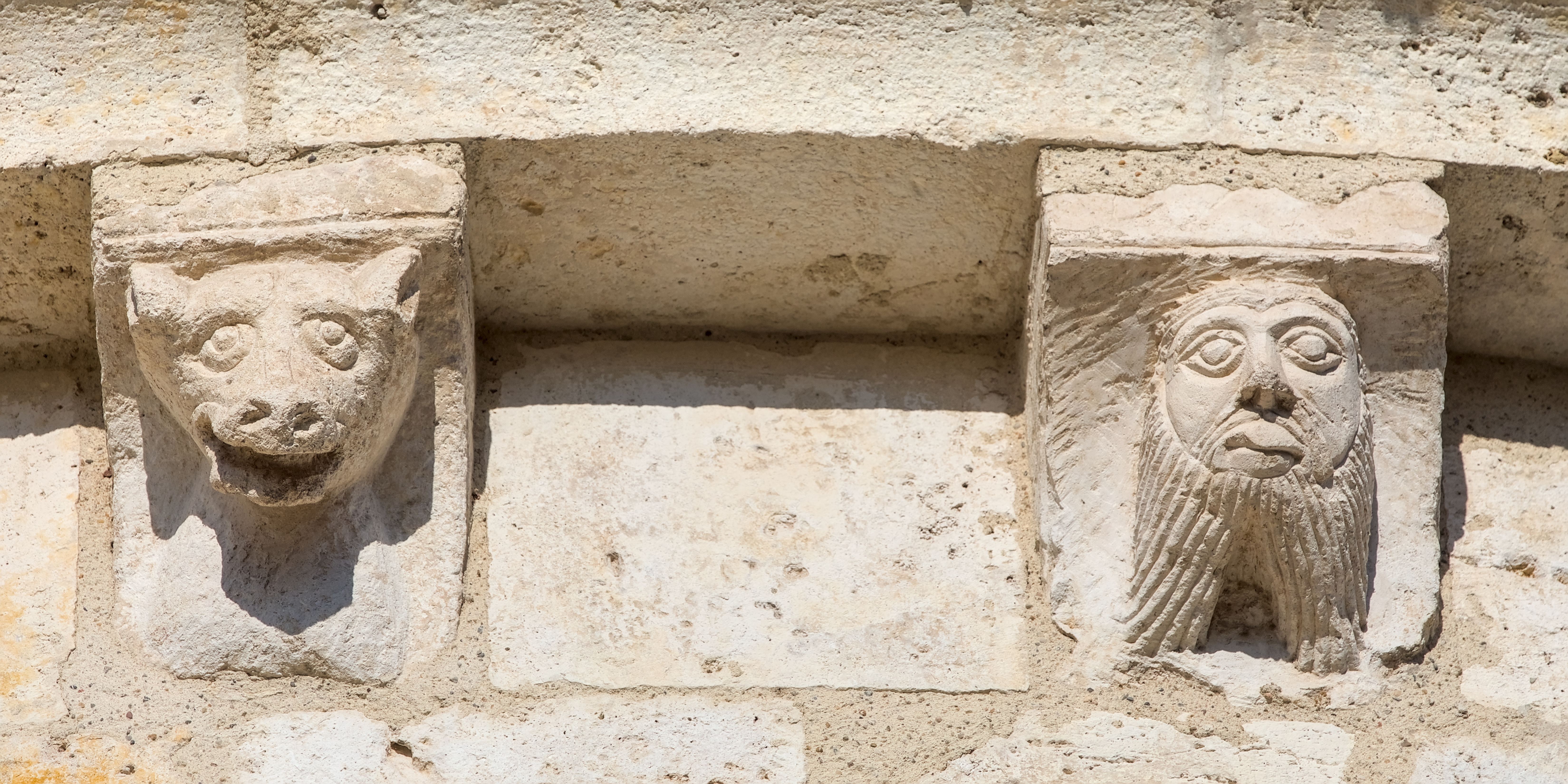
Modillons en façade.
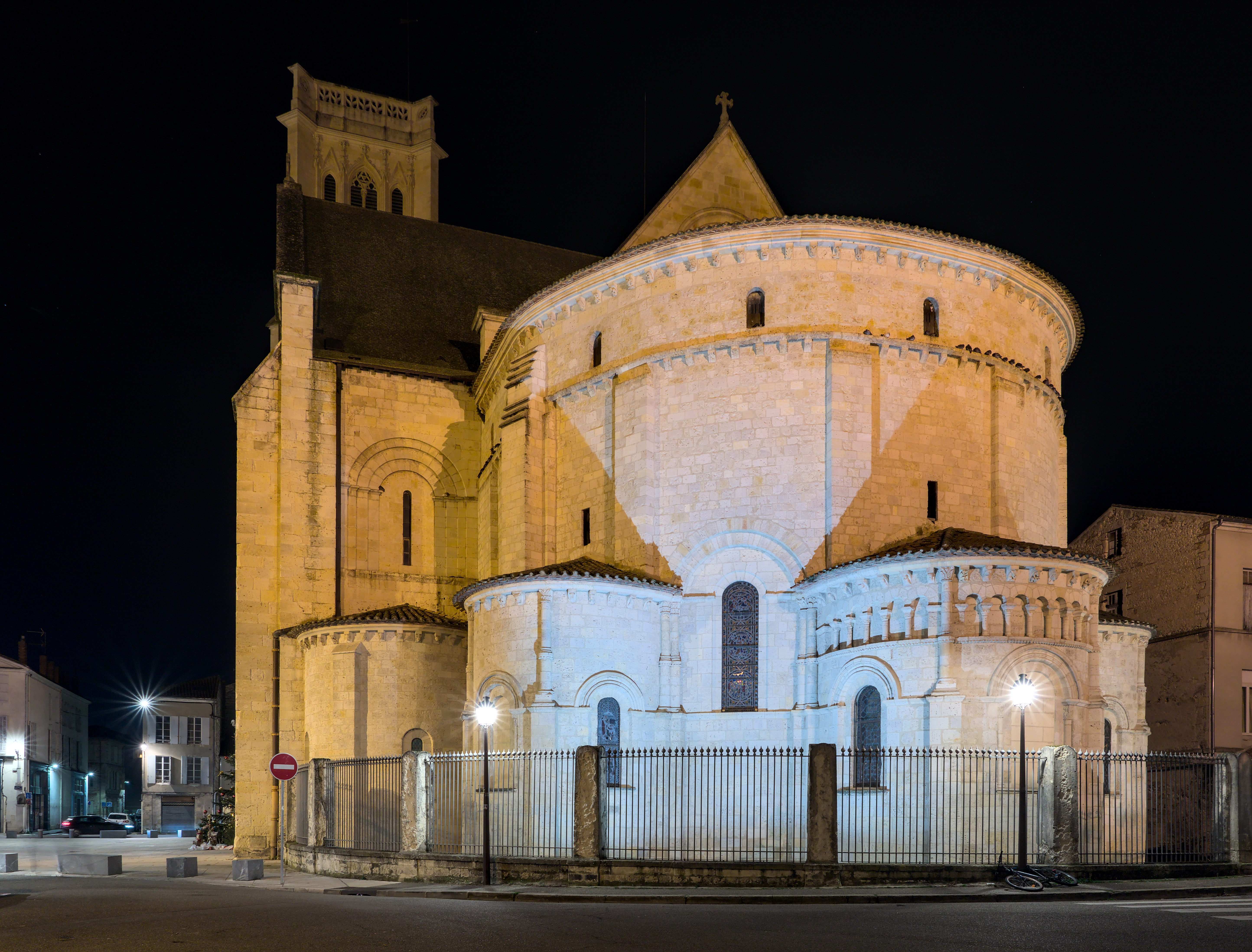
L'abside de nuit.

Les peintures sur les murs et les plafonds représentent l'histoire de la venue du christianisme dans la région. Une place centrale est donnée aux premiers martyrs agenais. D'autres peintures se présentent par série : les Évangélistes, les apôtres, les patriarches du peuple juif (Abraham, Noé,…), les grands rois d'Israël,…
La cathédrale est beaucoup plus courte que ce qu'on pourrait attendre, en jugeant de la taille du chœur ; en effet, des difficultés politiques et financières ont beaucoup influé sur la forme finale de la cathédrale.

## Décoration et mobilier
Le décor peint a été confié à Jean-Louis Bézard, peintre originaire de Toulouse, prix de Rome en 1829. Il a réalisé le décor de la chapelle de l'hospice Saint-Jacques d'Agen, actuel hôtel du département, en 1845 qui a disparu. À la même époque, il commence à peindre la chapelle de la Vierge de la cathédrale. Il a poursuivi la décoration de la cathédrale jusqu'en 1869.
Le choix des thèmes a été fait par le clergé de la cathédrale et a fait l'objet de débats entre le peintre et l'abbé Deyche. Pour le décor du cul-de-four, le choix a été fait de représenter les martyre des saints agenais. Pour le reste de la décoration les peintures mélangent les thèmes locaux et l'iconographie mariale, les grandes figures de la Bible de l'Ancien Testament et du Nouveau Testament. Jean-Louis Bézard s'est inspiré du décor des églises siciliennes de Palerme et de Monréale pour les médaillons des arcs de la croisée du transept.
La garniture d'autel : croix d'autel et six chandeliers sont inscrits au titre des monuments historiques.
Sur la contre-façade, deux statues : à droite, saint Caprais, à gauche, saint Etienne par Louis Rochet.

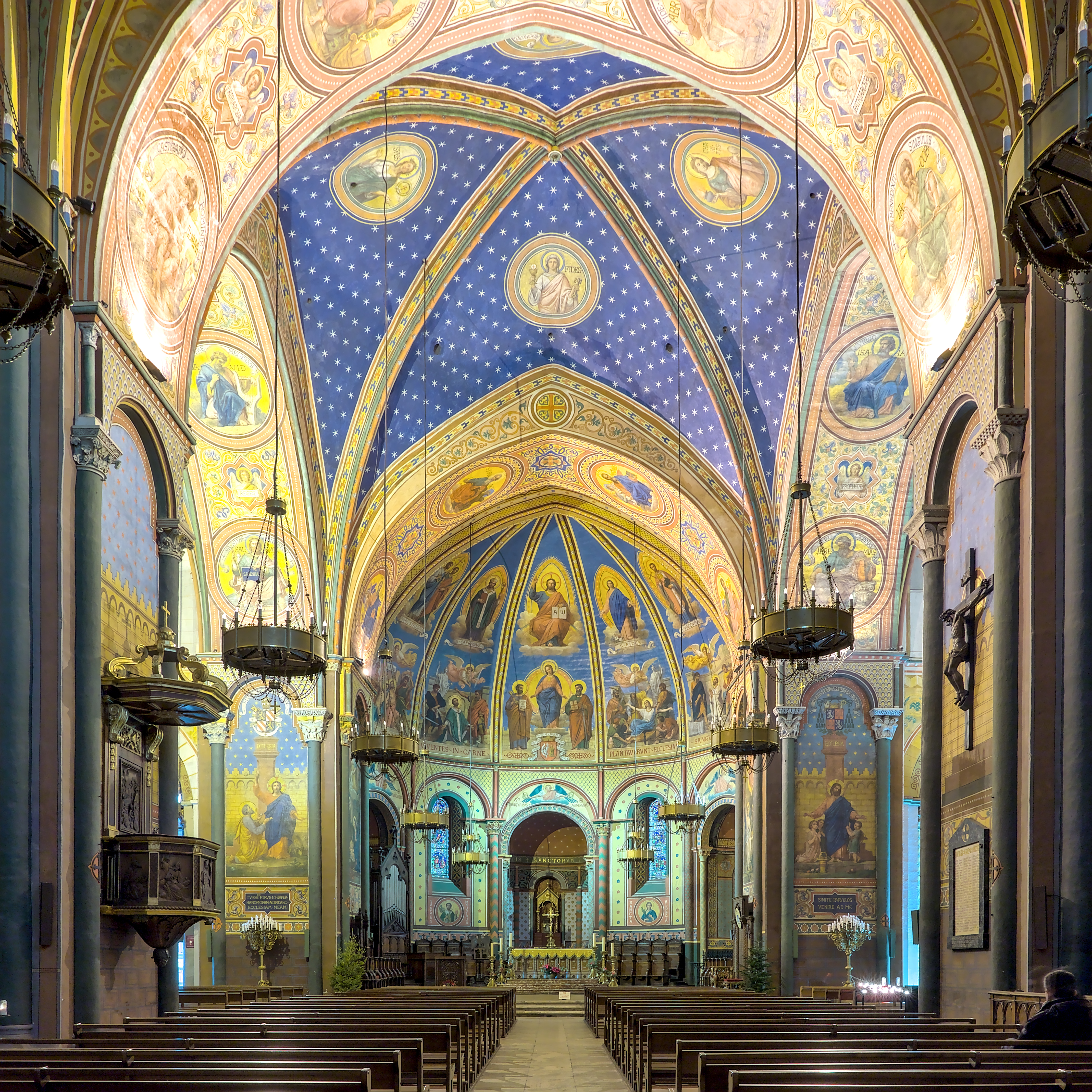
Vue générale de la nef et du chœur.
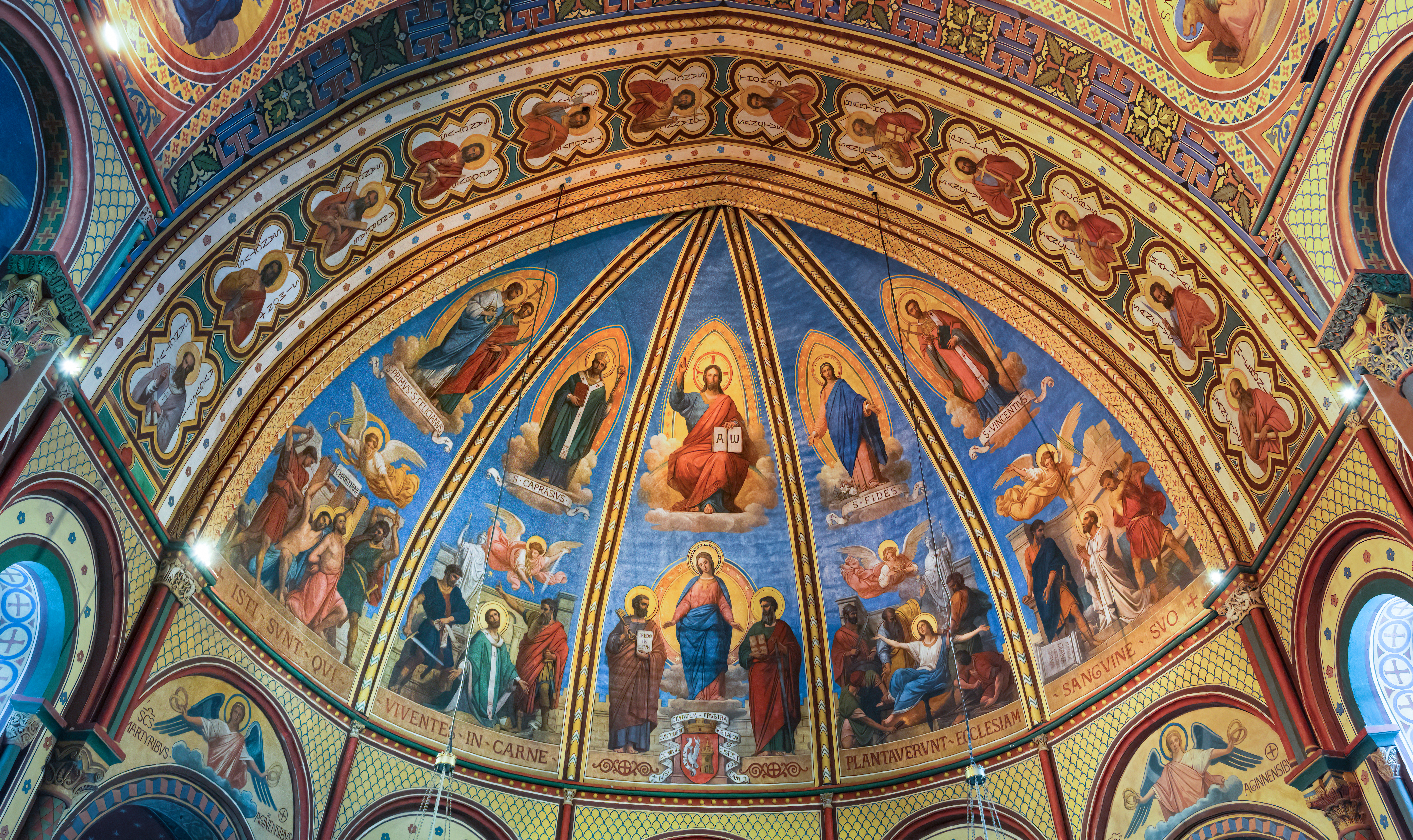
Le plafond semi-circulaire de l'abside par Jean-Louis Bézard.
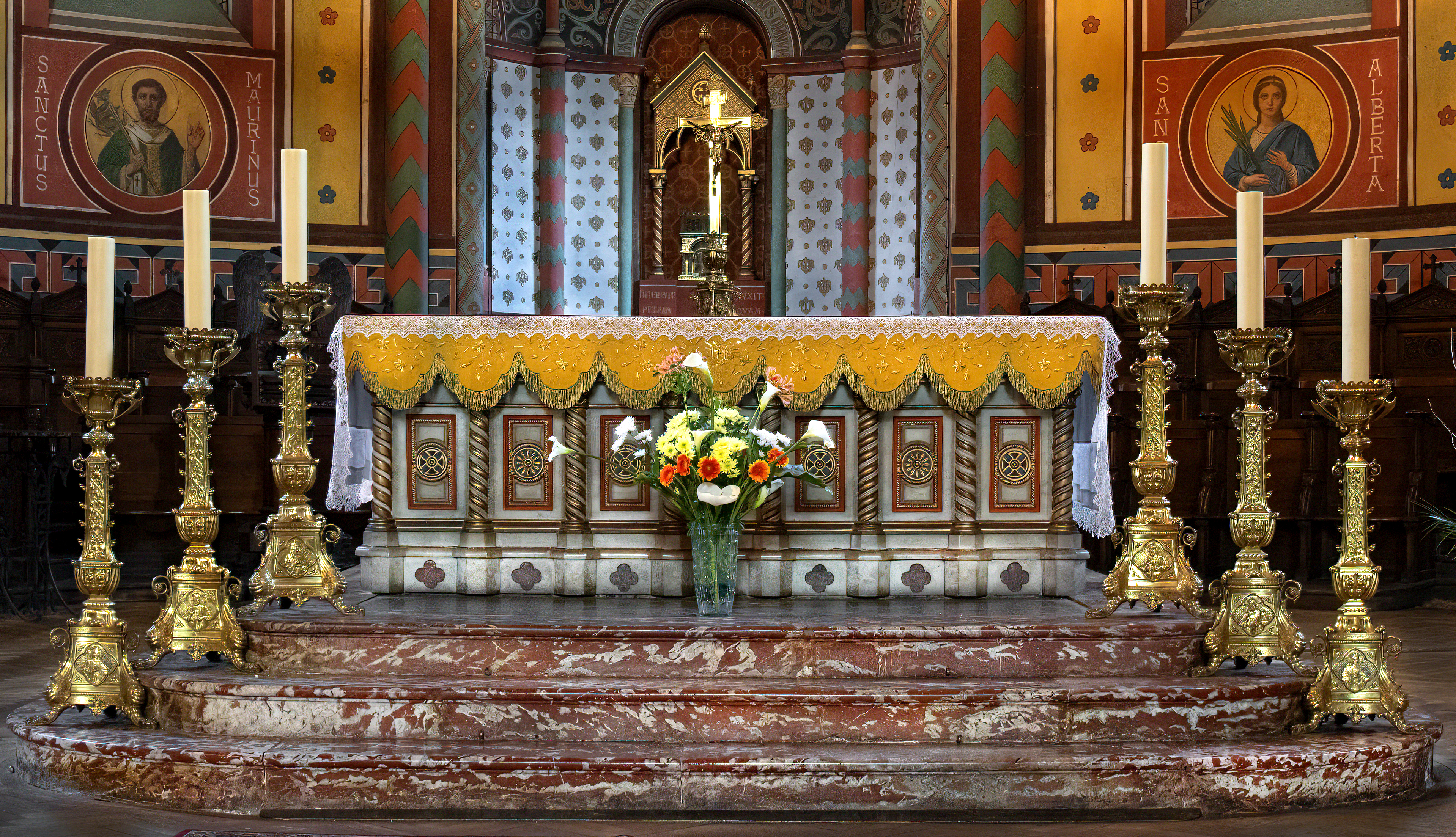
Croix d'autel et six chandeliers.
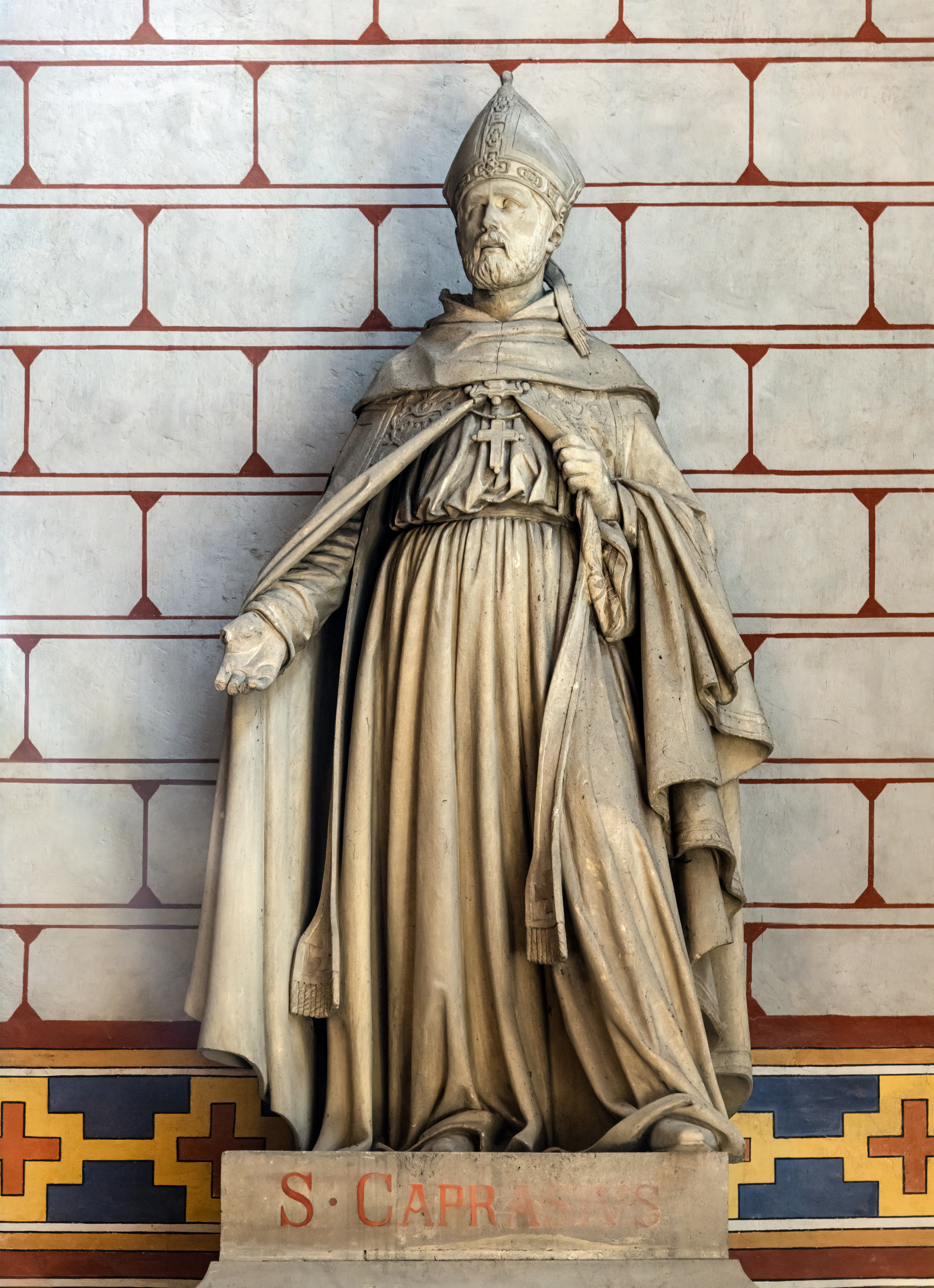
Saint Caprais (1844) - Louis Rochet.
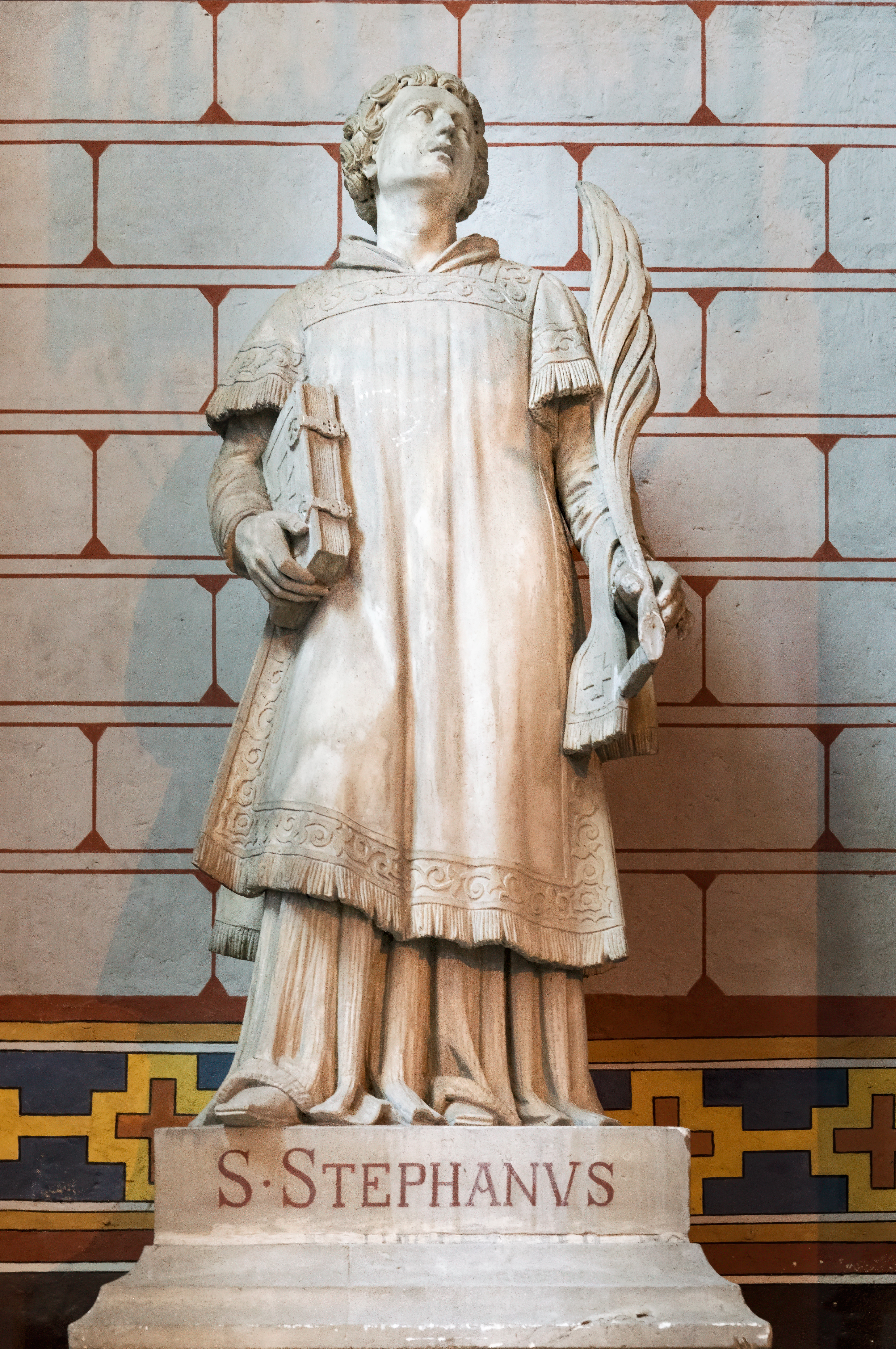
Saint Etienne (1844) - Louis Rochet.
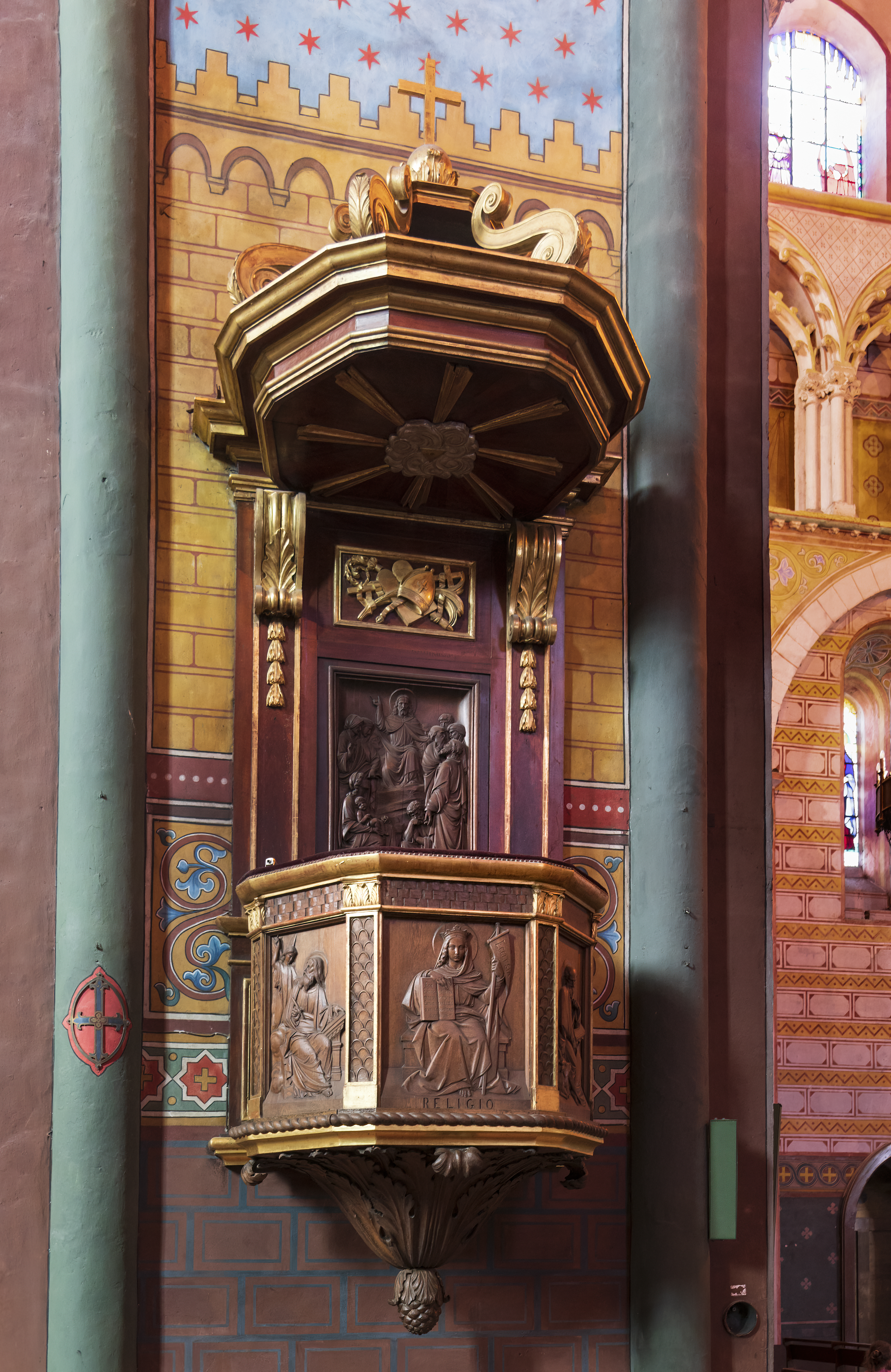
La chaire.

## Les orgues

### Orgue de tribune

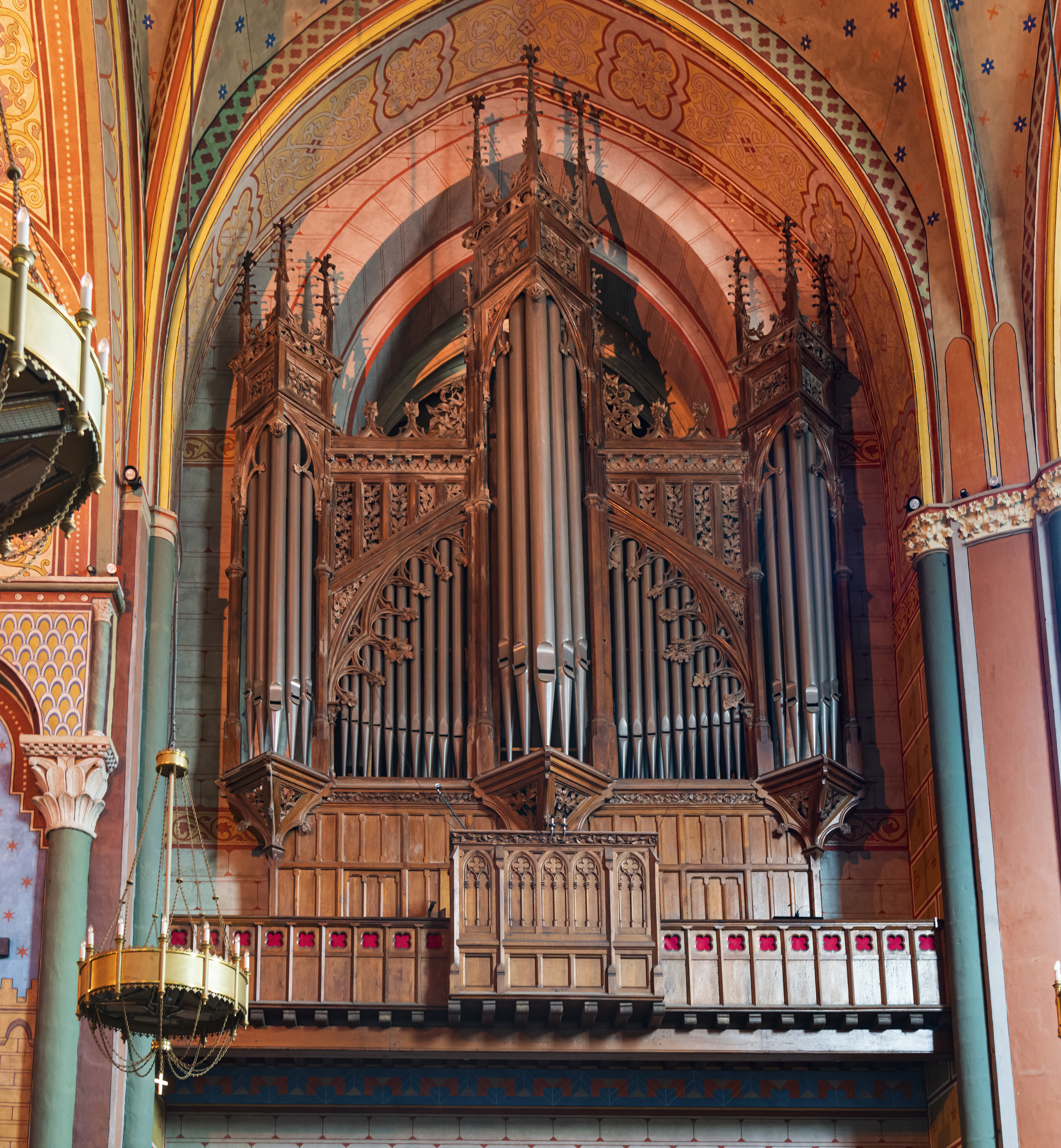
L'orgue de tribune.

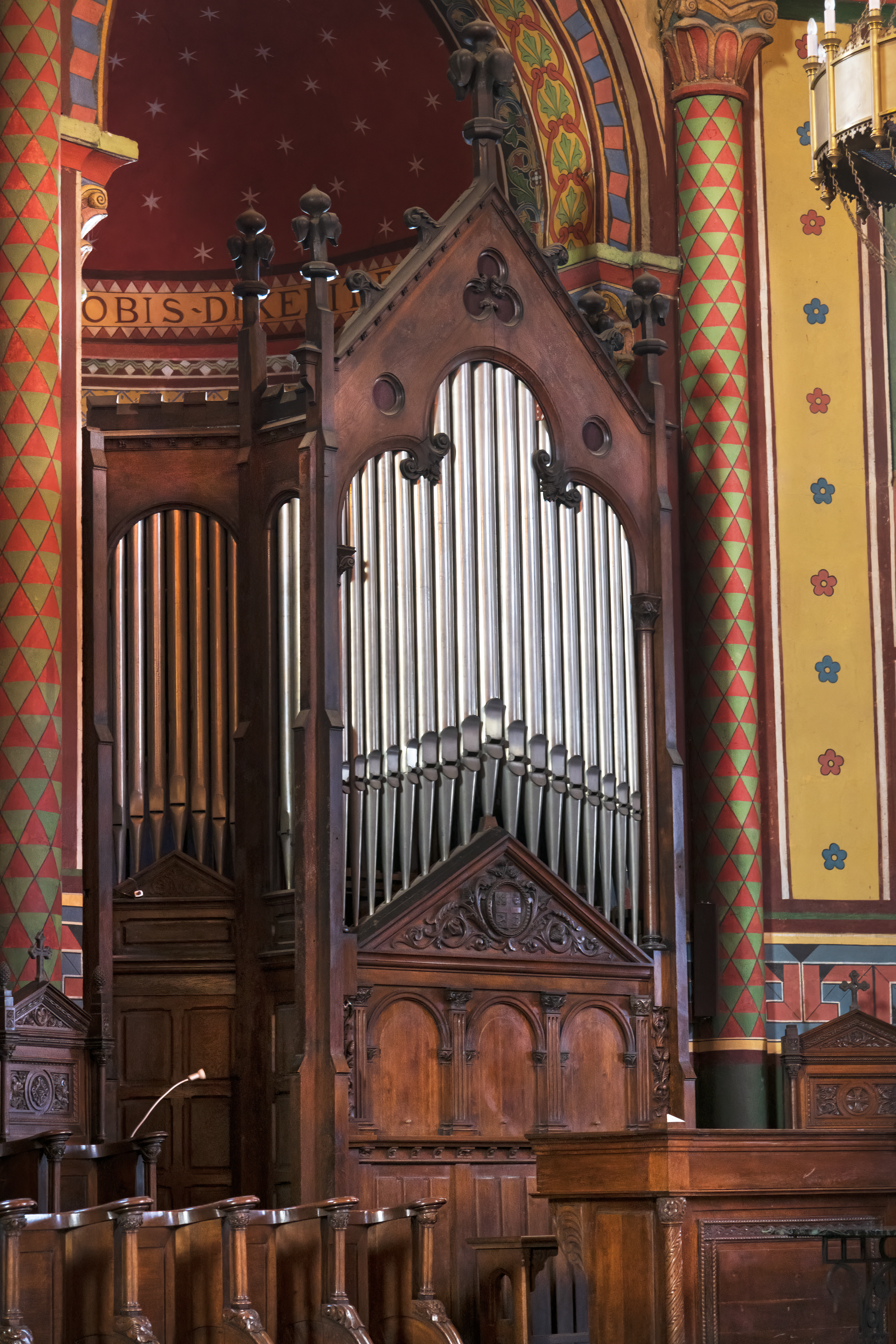
L'orgue de chœur.

L'orgue principal construit par le facteur d'orgues Jean-Baptiste Stoltz figure à l'exposition universelle de 1855 à Paris ; selon la légende, il est offert par l'impératrice Eugénie en 1858 à la cathédrale d'Agen, qui jusque-là ne disposait pas d'instrument. C'est le plus grand instrument du département de Lot-et-Garonne, avec 45 jeux répartis sur trois claviers et un pédalier. La traction est mécanique. Il est classé au titre des monuments historiques.

#### Composition
| I. Positif         |
| Flûte 8’           |
| Bourdon 8’         |
| Gambe 8’           |
| Salicet 4’         |
| Prestant 4’        |
| Doublette 2’       |
| Quinte 2 2/3       |
| Plein Jeu 3 rangs  |
| Basson-Hautbois 8’ |
| Euphone 8’         |
| Trompette 8’       |
| Clairon 4’         |

| II. Grand-orgue    |
| Montre 16’         |
| Bourdon 16’        |
| Montre 8’          |
| Bourdon 8’         |
| Salicional 8’      |
| Prestant 4’        |
| Gambe 4’           |
| Doublette 2’       |
| Cornet 5 rangs     |
| Fourniture 3 rangs |
| Cymbale 2 rangs    |
| Bombarde 16’       |
| Trompette 8’       |
| Clairon 4’         |

| III. Récit expressif |
| Quintaton 16’        |
| Flûte 8’             |
| Flûte Harmonique 8’  |
| Bourdon 8’           |
| Gambe 8’             |
| Voix céleste 8’      |
| Flûte octaviante 4’  |
| Octavin 2’           |
| Basson-Hautbois 8’   |
| Voix Humaine 8’      |
| Cor Anglais 16’      |
| Trompette 8’         |
| Clairon 4’           |

| Pédale       |
| Flûte 16     |
| Flûte 8’     |
| Flûte 4’     |
| Bombarde 16’ |
| Trompette 8’ |
| Clairon 4’   |

Il y a un tremblant est une boîte expressive sur le récit expressif.

### Orgue de chœur
L'orgue de chœur a été construit par le facteur Jules Magen en 1885 (15 jeux sur deux claviers/pédalier). Il a été classé au titre des monuments historiques.
C'est le pianiste concertiste et organiste Jérôme Chabert qui en est le titulaire depuis 2002. Il crée les Heures d'Orgue, festival International qui a lieu tous les étés de juillet et août sur les deux orgues de cette cathédrale.

## Galerie

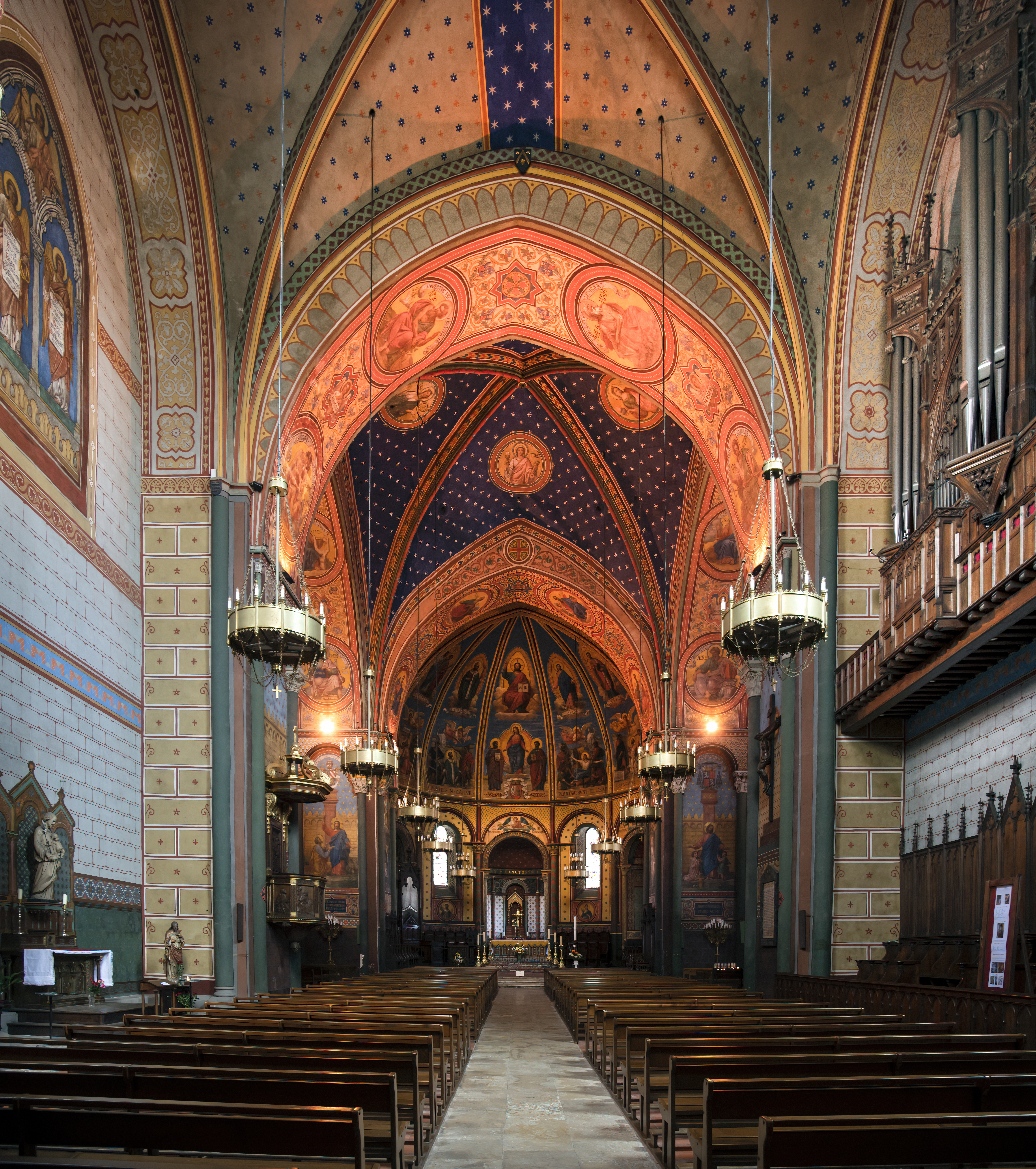
Intérieur de la nef et le chœur.
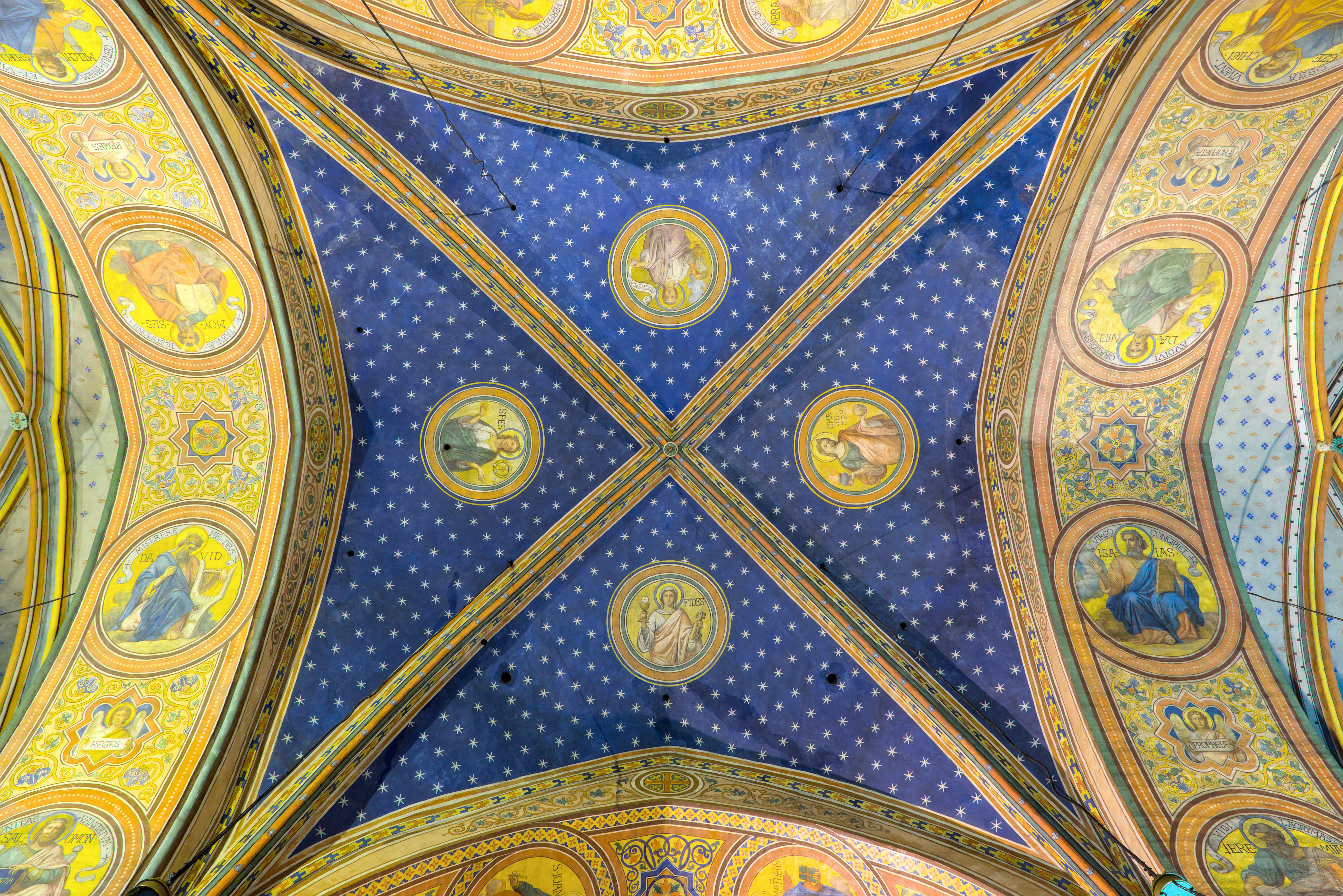
Plafond de la croisée du transept.
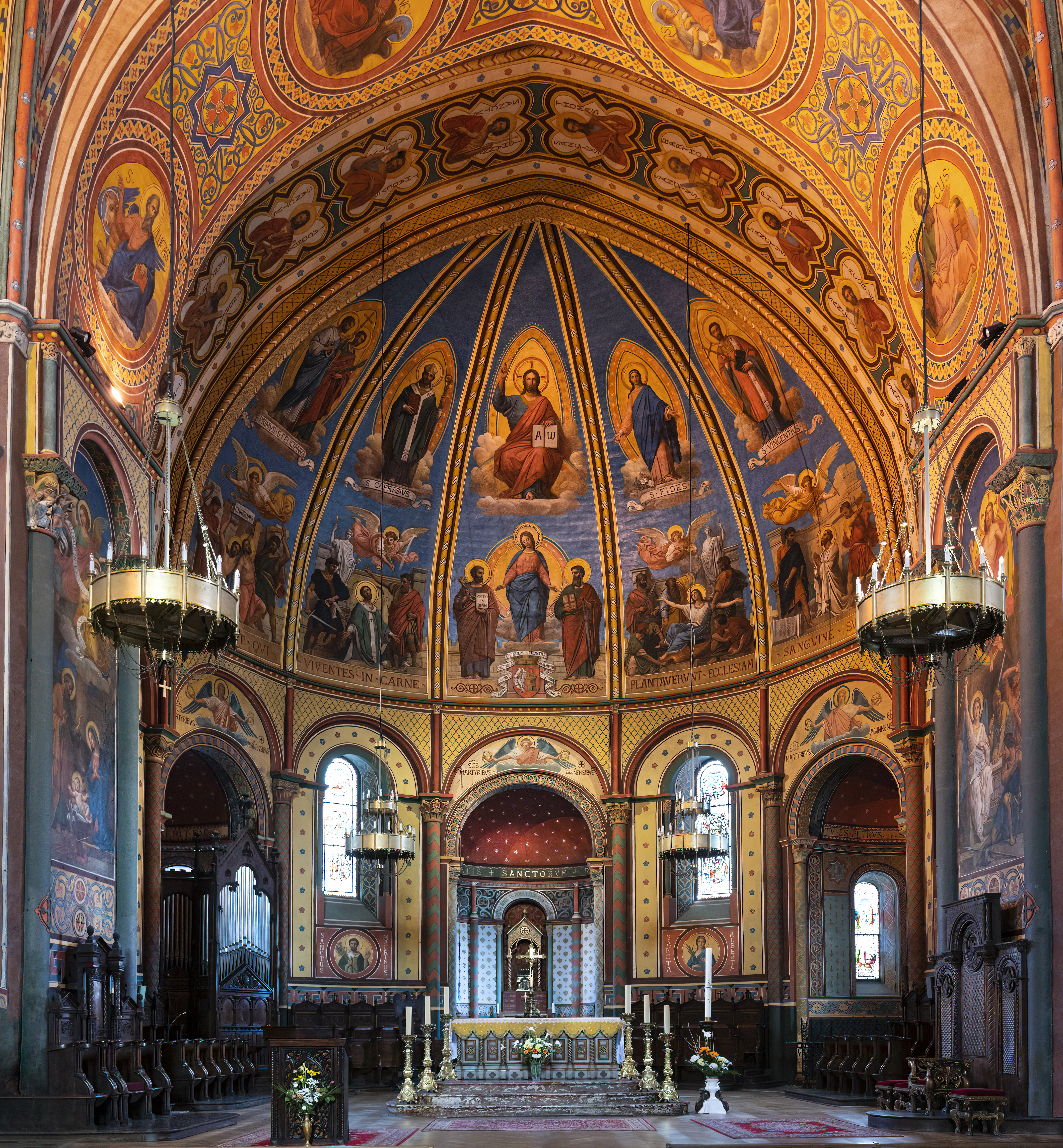
Le chœur.
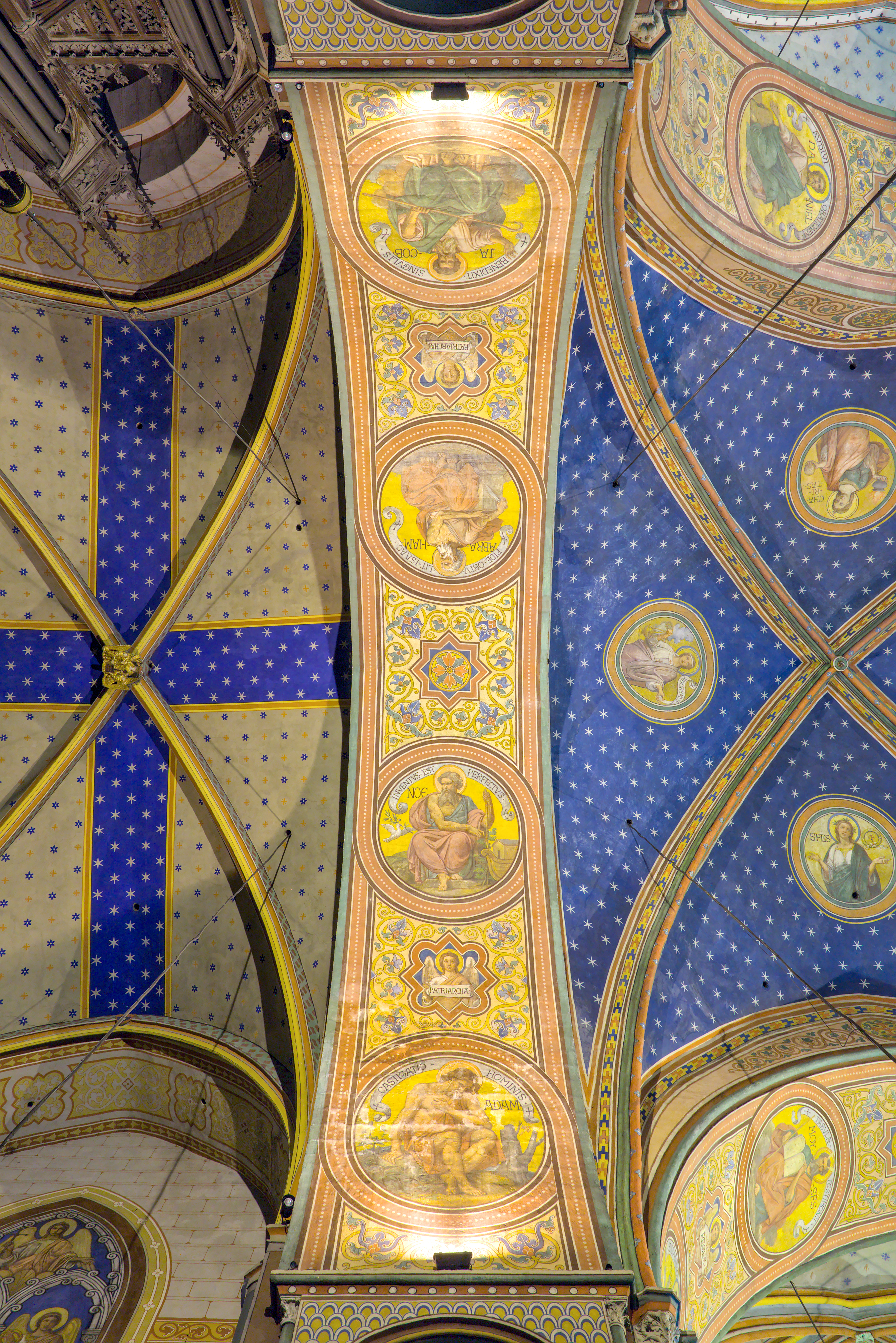
Arche séparant la nef (à gauche) de la croisée du transept (à droite) .
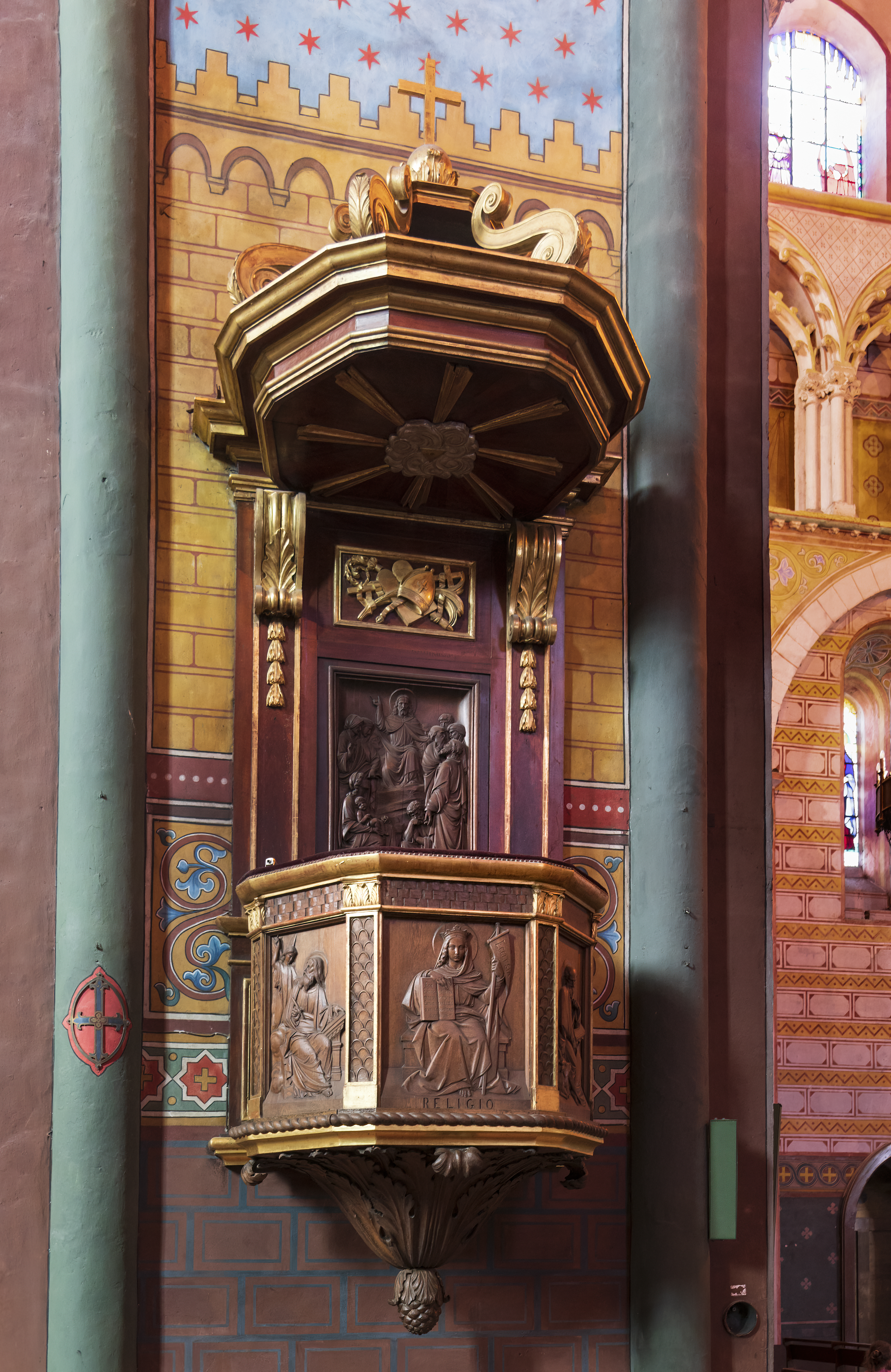
La chaire.
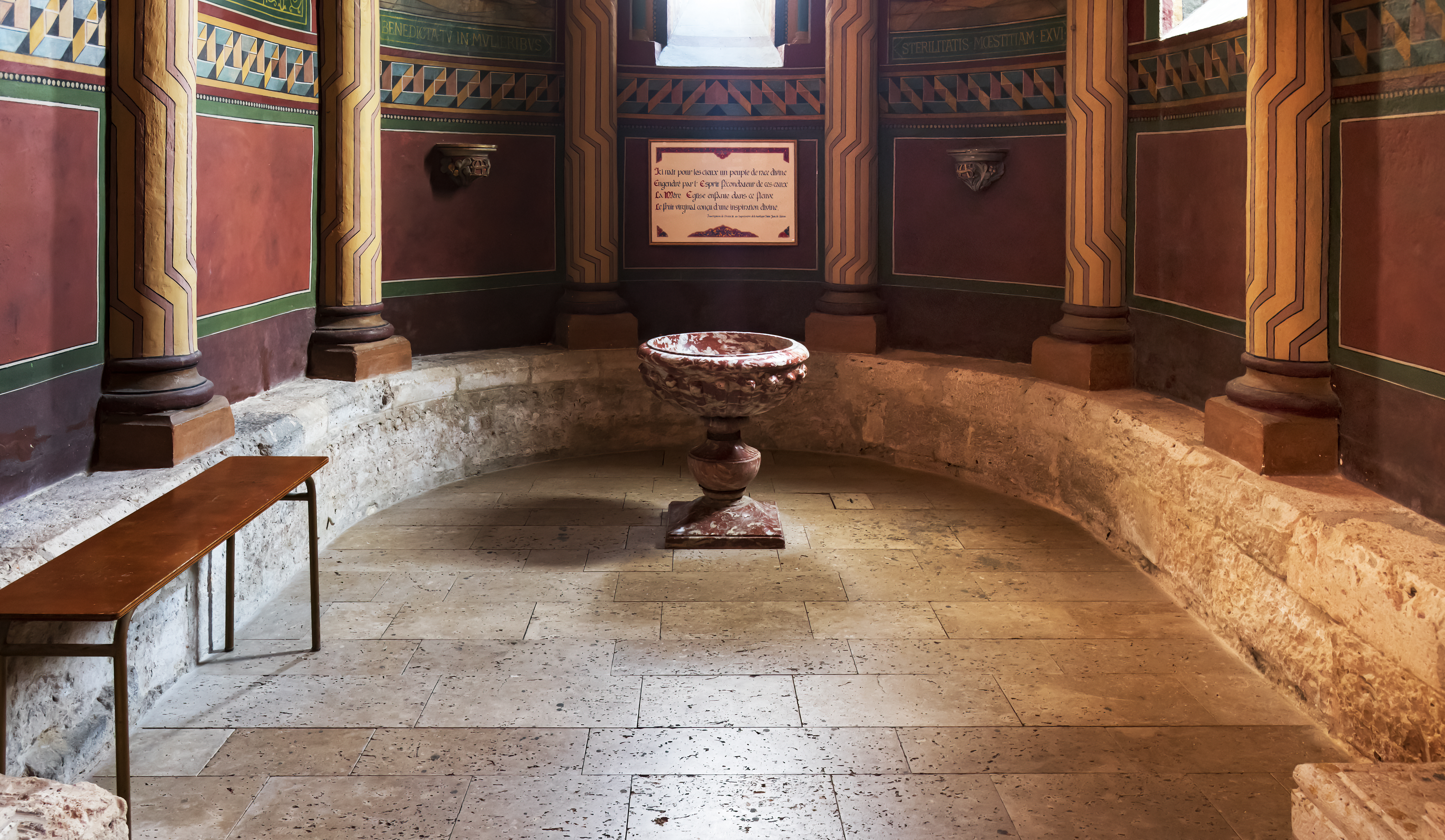
Chapelle des fonts baptismaux.
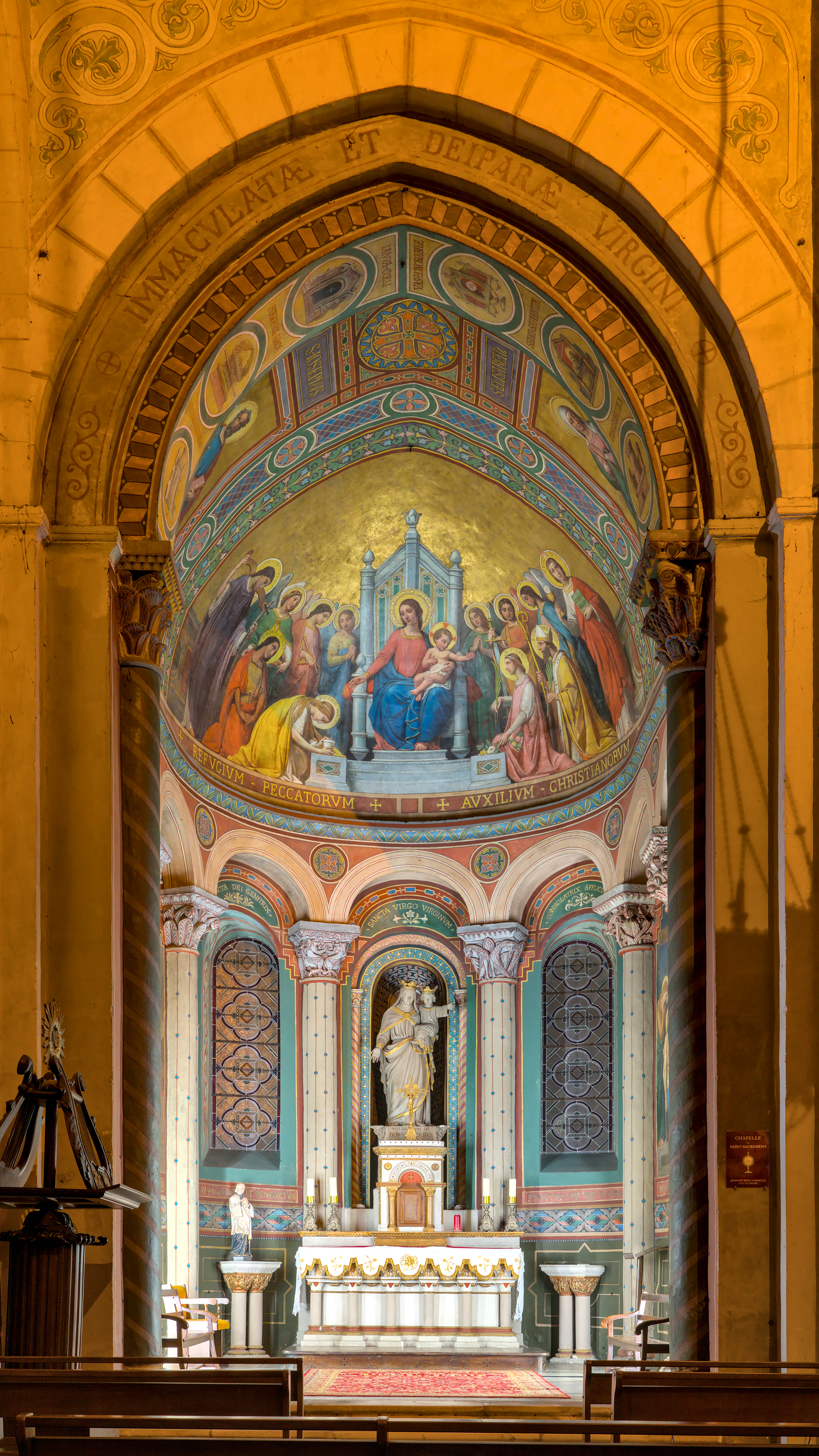
Chapelle de la Vierge.
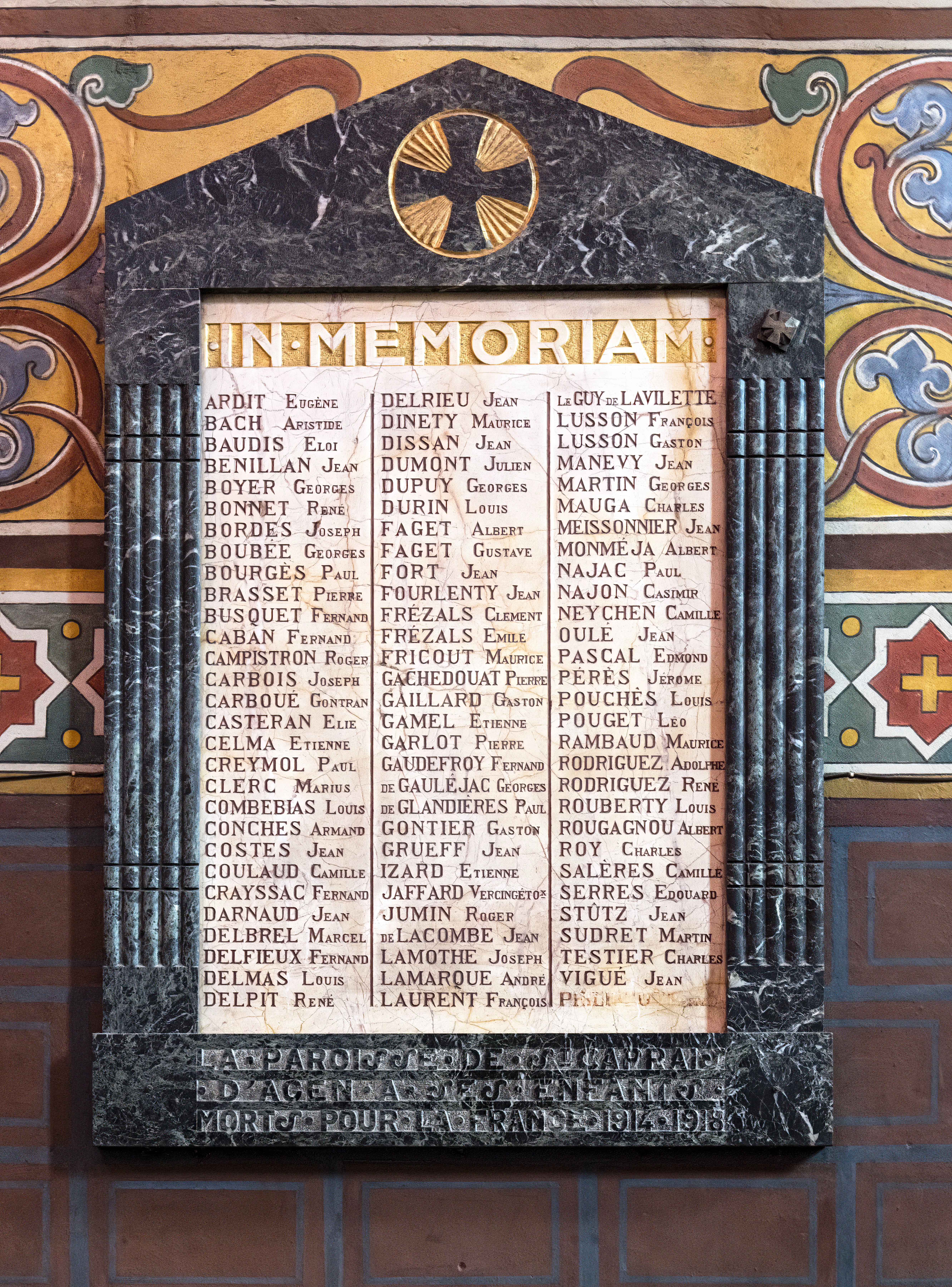
Monument aux morts de la paroisse.

### Sources et bibliographie
- Pierre Dubourg-Noves, Guyenne romane, Éditions du Zodiaque, La Pierre-qui-Vire (France), 1969 ; p. 254–256.
- Stéphane Thouin, La restauration de la cathédrale Saint-Caprais, Agen, Lot-et-Garonne, in Monumental, Paris, Éditions du Patrimoine, 2004, semestriel 2, Chantiers/Actualités, p. 20–25,  (ISBN 2-85822-794-2).
- Raoul Marboutin, La cathédrale d'Agen, p. 121-136, 209-219, Revue de l'Agenais, 1931, tome 58 ( lire en ligne )
- Église Saint-Caprais, cathédrale d'Agen, p. 5-9, dans Congrès archéologique de France. 68e session. À Agen et Auch. 1901, Société française d'archéologie, Paris, 1902  (lire en ligne)
- Georges Tholin, Études sur l'architecture religieuse de l'Agenais du Xe au XVIe siècle suivies d'une notice sur les sépultures du Moyen Âge, p. 30-41, Librairie J. Michel, Agen, 1874 ( lire en ligne )
- Philippe Lauzun, Souvenirs du vieil Agen, Saint-Caprais d'Agen, p. 381-402, Revue de l'Agenais, année 1912, tome 39  (lire en ligne)
- Geneviève Reille-Taillefert, Conservation-restauration des peintures murales: De l'Antiquité à nos jours, p. 228-237, Eyrolles, Paris, 2010  (ISBN 978-2-212-12269-5) (aperçu)